# Галерея Академії (Венеція)
Галерея Академії (Венеція) (італ. Gallerie dell'Accademia) — італійський державний музей і картинна галерея.

## Історія

### Заснування

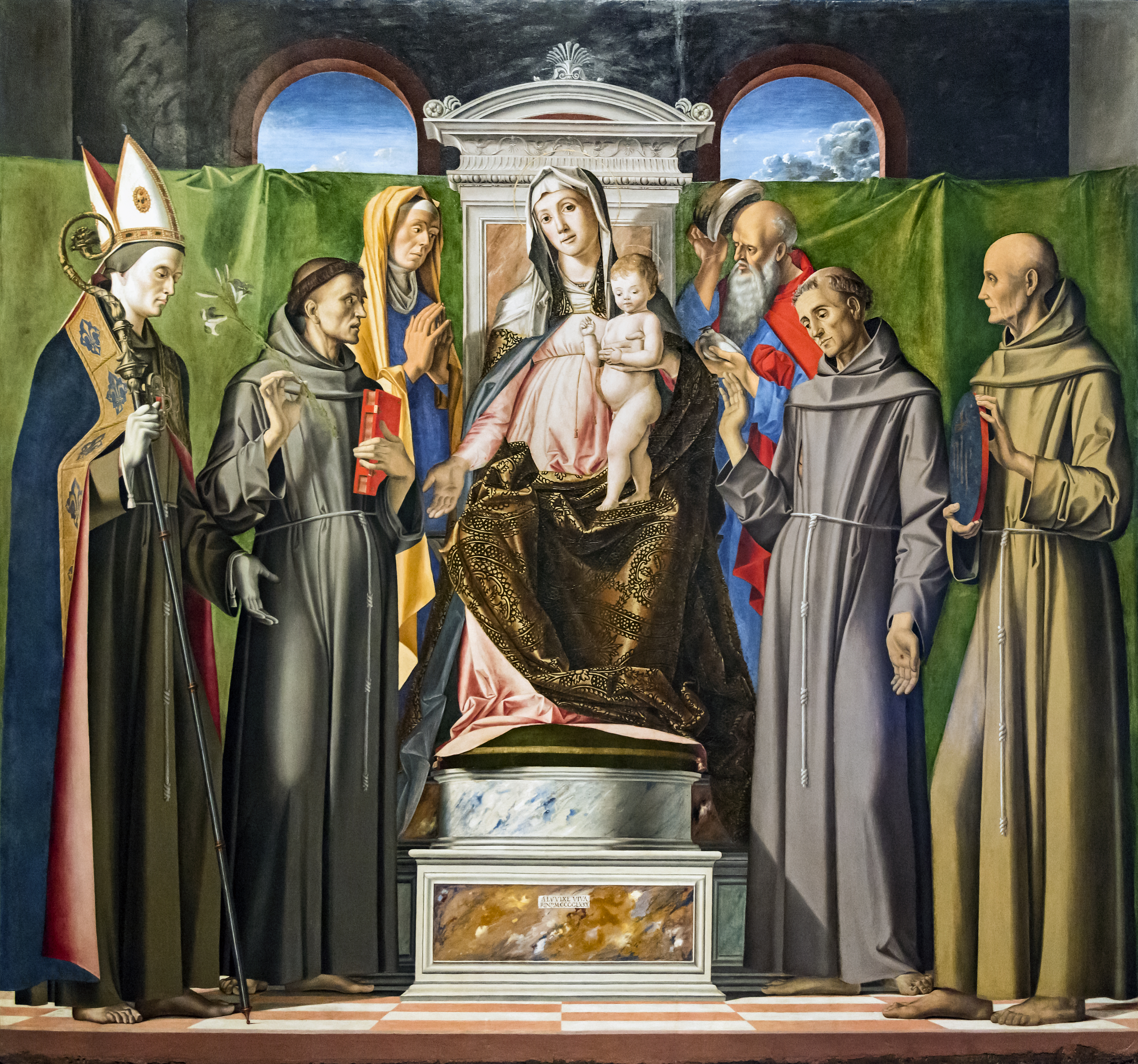
Альвізе Віваріні. Мадонна зі Святими.

Художні традиції у Венеції були сформовані давно та, включно до XV століття, мали декілька значних змін спричинених впливом інших шкіл (Візантії, Риму, Флоренції). Але згодом художні техніки стали настільки самодостатніми, що самостійно почали впливати на власних та закордонних художників. Венеційська школа живопису стала в XVI- XVIII століттях одним із провідних художніх центрів Італії та світу.
Однак художня академія в місті заснована лише в 1750 році. Це набагато пізніше, ніж академія братів Караччі в місті Болонья (кінець XVI ст.), і лише на сім років раніше академії в Петербурзі.
Сенат Венеції видав наказ про створення Галереї художньої академії, а її колекції живопису стали зразками для навчання. Першим директором галереї та президентом академії було призначено П'єтра Едвардса.

### П'єтро Едвардс

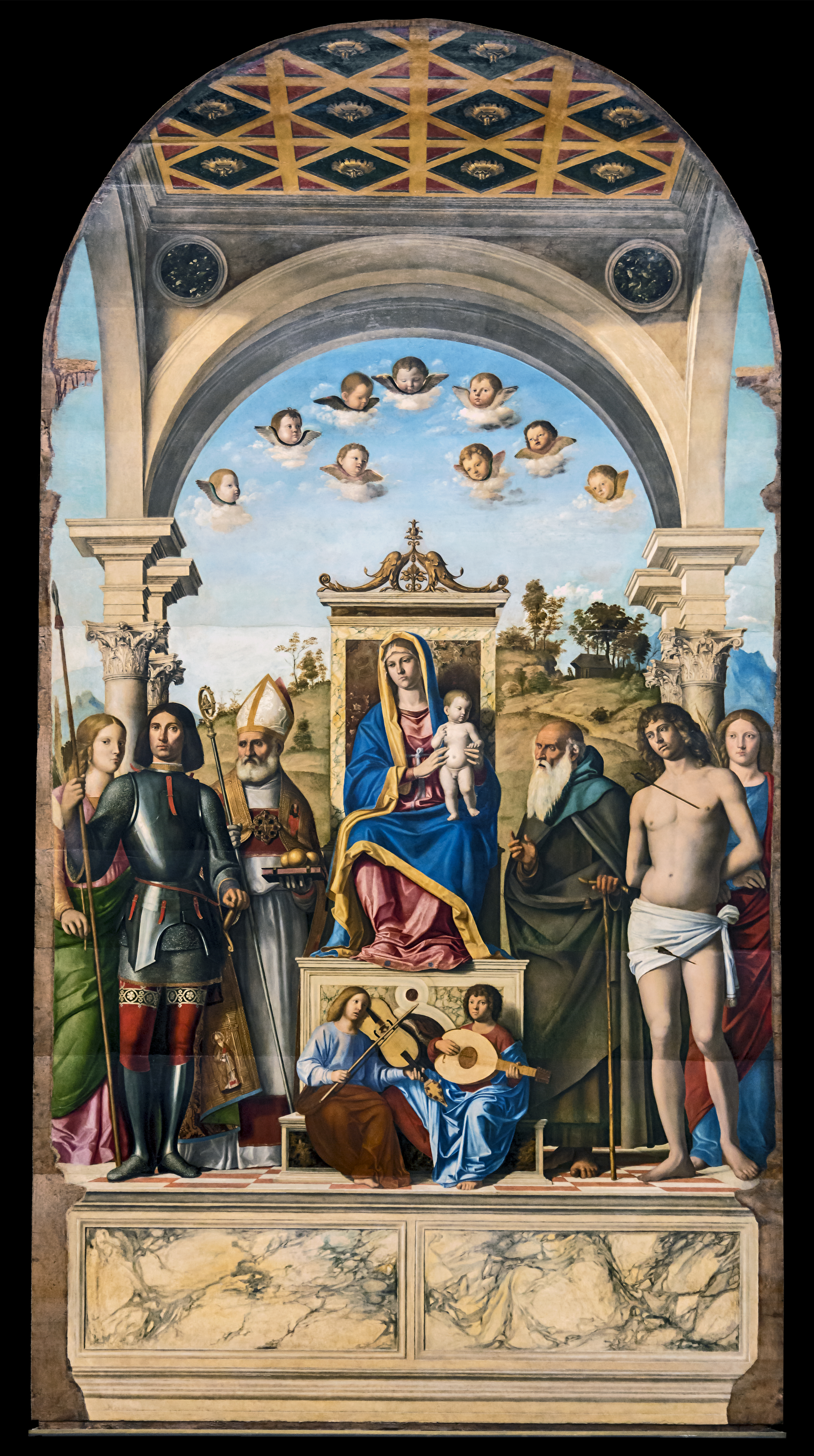
Чіма да Конельяно. Мадонна зі Святими

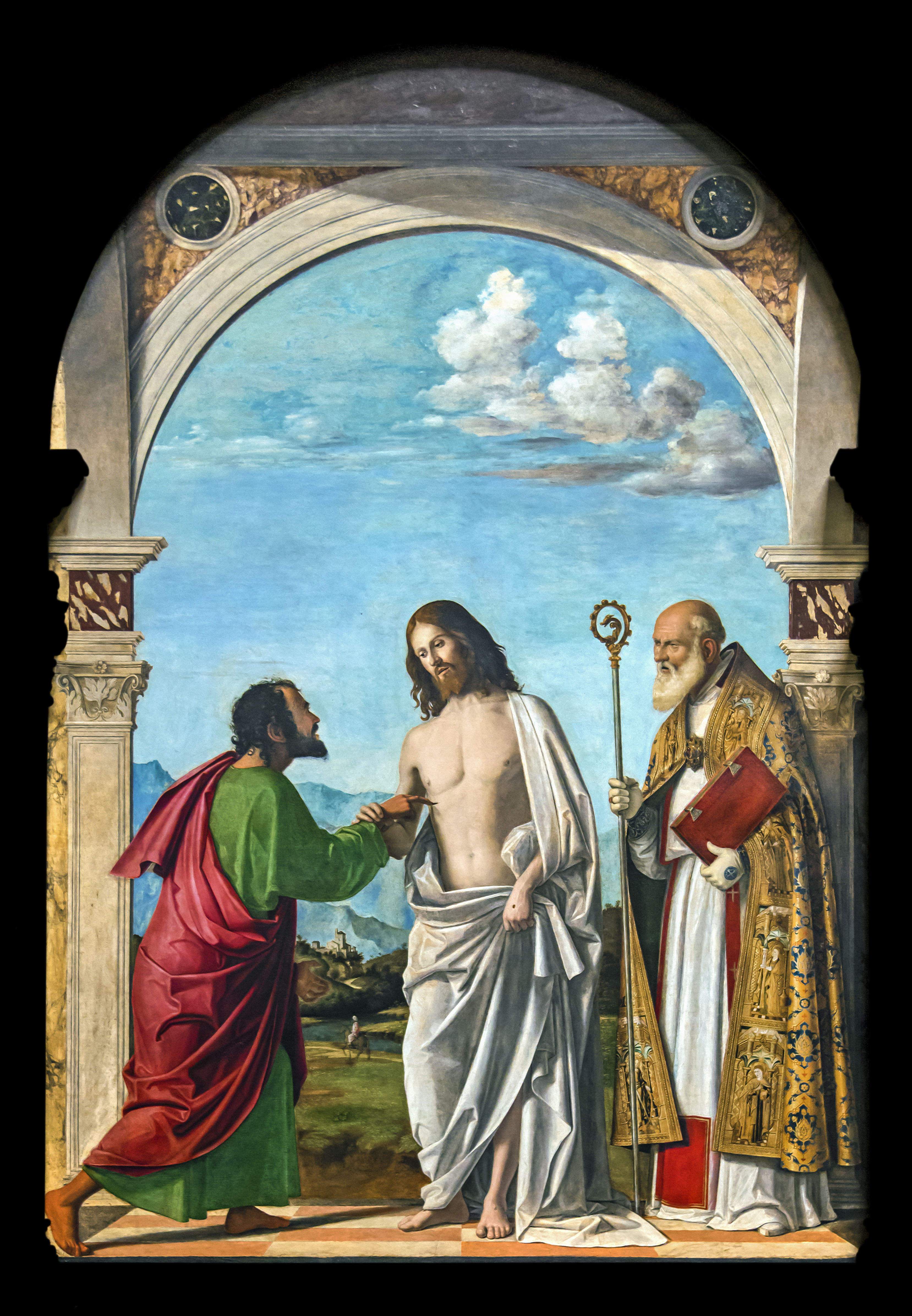
Чіма да Конельяно.Переконання апостола Фоми

П'єтро Едвардс, що посів місце президента Академії, став надзвичайно вдалим вибором Сенату Венеції. Так, у 1777 році Едвардс подав у Сенат проєкт створення реставраційних майстерень, а через рік вони вже запрацювали.
Вагому роль П'єтро Едвардс зіграв в протидії грабіжницького вивозу мистецьких скарбів Венеції в Париж під час падіння Венеційської республіки й захоплення Венеції військами Наполеона Бонапарта. Окупаційна французька влада зачинила багато монастирів і церков Венеції. Розпочався масовий розпродаж картин і витворів мистецтва з цих релігійних установ. П'єтро Едвардс, як і державний діяч Теодоро Коррер, рятував, купував і переховував значні мистецькі твори, щоб зберегти їх для Венеції та Італії. Частково цьому сприяла й окупаційна французька влада.

## Приміщення галереї
В період французької окупації почалася реорганізація самої Академії. Її перевели в приміщення релігійного братства милосердя (Санта Марія делла Харіта), заснованого ще у 1260 р. Будівлю монастиря, роботи архітектора Палладіо, що згоріла в 17 ст., відбудували заново. Реконструкцію цього приміщення закінчили лише у 1811 р. Галерею відчинили для відвідувачів 10 серпня 1817 року.

### Формування колекцій

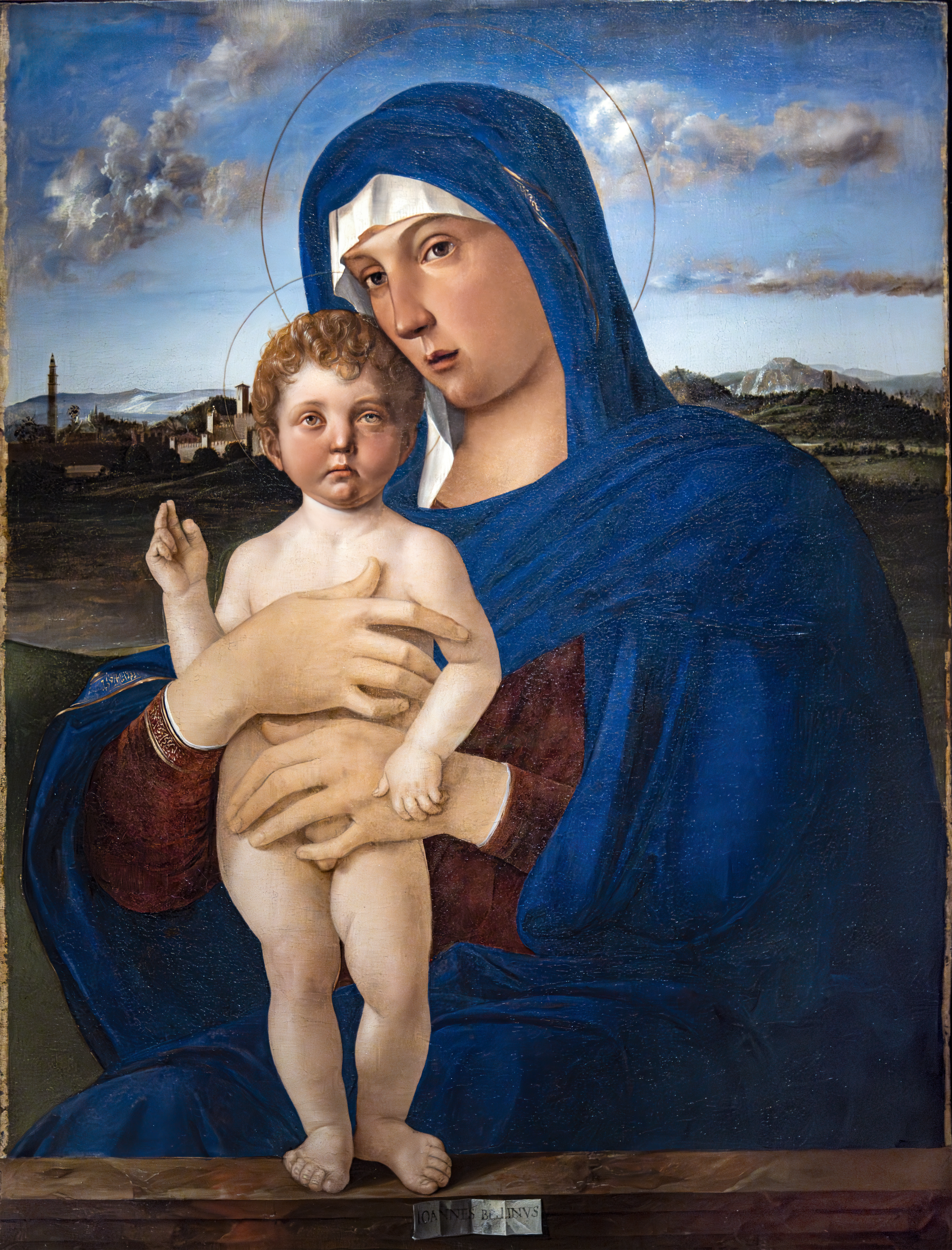
Дж. Белліні. Мадонна родини Контаріні

Твори мистецтва (картини Тіціана, Лоренцо Лотто, Веронезе, Тінторетто) століттями вивозили з Венеції. На продаж йшли як уславлені вироби зі скла Мурано (венеційське скло), так і мереживо з Бурано, книги венеційських друкарень тощо. Але Венеція мало страждала через продажі, бо довгий час і сама була войовничою торговельною імперією. До міста масово звозили коштовні східні тканини, килими, скульптури. Тут роками працювали власні й закордонні майстри — греки, німці, французи.
Венеційські монастирі та церкви століттями накопичували зразки живопису, скульптур, ювелірних виробів — наприклад музей Коррер, приватні колекції вельмож. З роками приватні колекції знову перейшли в музейні заклади Венеції. У 1822 р. колекція Боссі віддала Галереї малюнки Леонардо да Вінчі . По заповіту сюди перейшли збірки родин Молін (1816 р.), Контаріні (1838 р.), Хеллман (1850 р.). Самостійно Галерея придбала Колекцію Манфрін. Однак у 1850 р. російський цар Микола I перекупив збірку родини Барбаріго, що дала Імператорському Ермітажу майже всі його теперішні шедеври Тіціана. Але Галереї вже було що показувати й без збірки Барбаріго.
По іншому склалась доля вівтаря «Ассунта», створеного свого часу Тіціаном. Картину вдалося врятувати з храму й передати до Галереї, де вона зберігалась з її початкового періоду до 1923 року. Лише після цього вівтарну картину повернули до церкви Фрарі, для якої вона і була створена. Можливість створити та передати до церкви Фрарі лише копію була проігнорована.
Приміщення Галереї не були настільки великими, щоб вмістити всі звезені туди  картини. Частину картин передали у Рим, а частину у Мілан (Пінакотека Брера). Серед важливих надходжень початку 19 століття — картина «Багатій і бідний Лазар» Боніфачо де Пітаті (1483—1557). Первісна галерея відкрила для відвідин всього п'ять залів.
Справи президента академії П'єтро Едвардса продовжили наступні директори — Д. Канталамесса, Д. Фоголарі. Нині це не одна, а декілька галерей.

### Шедеври галереї

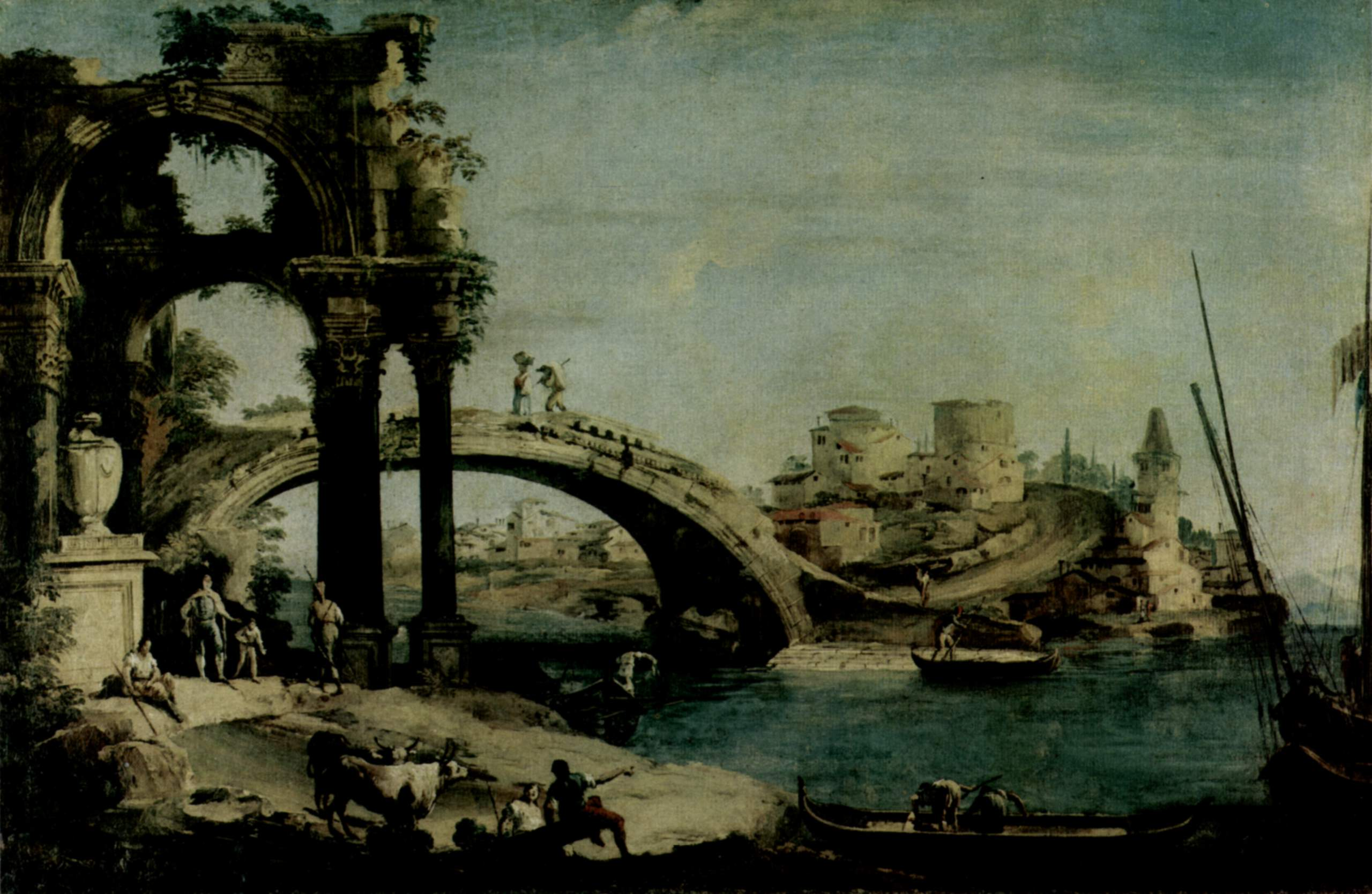
Худ. Мікеле Марієскі, ведута

Художня вартість збірки надзвичайна, попри відсутність багатьох картин іноземних майстрів. У цьому є характерна особливість збірки, не схожої на картинні галереї Флоренції, Риму, Мілану, Берліну, Мадриду, Лондона.

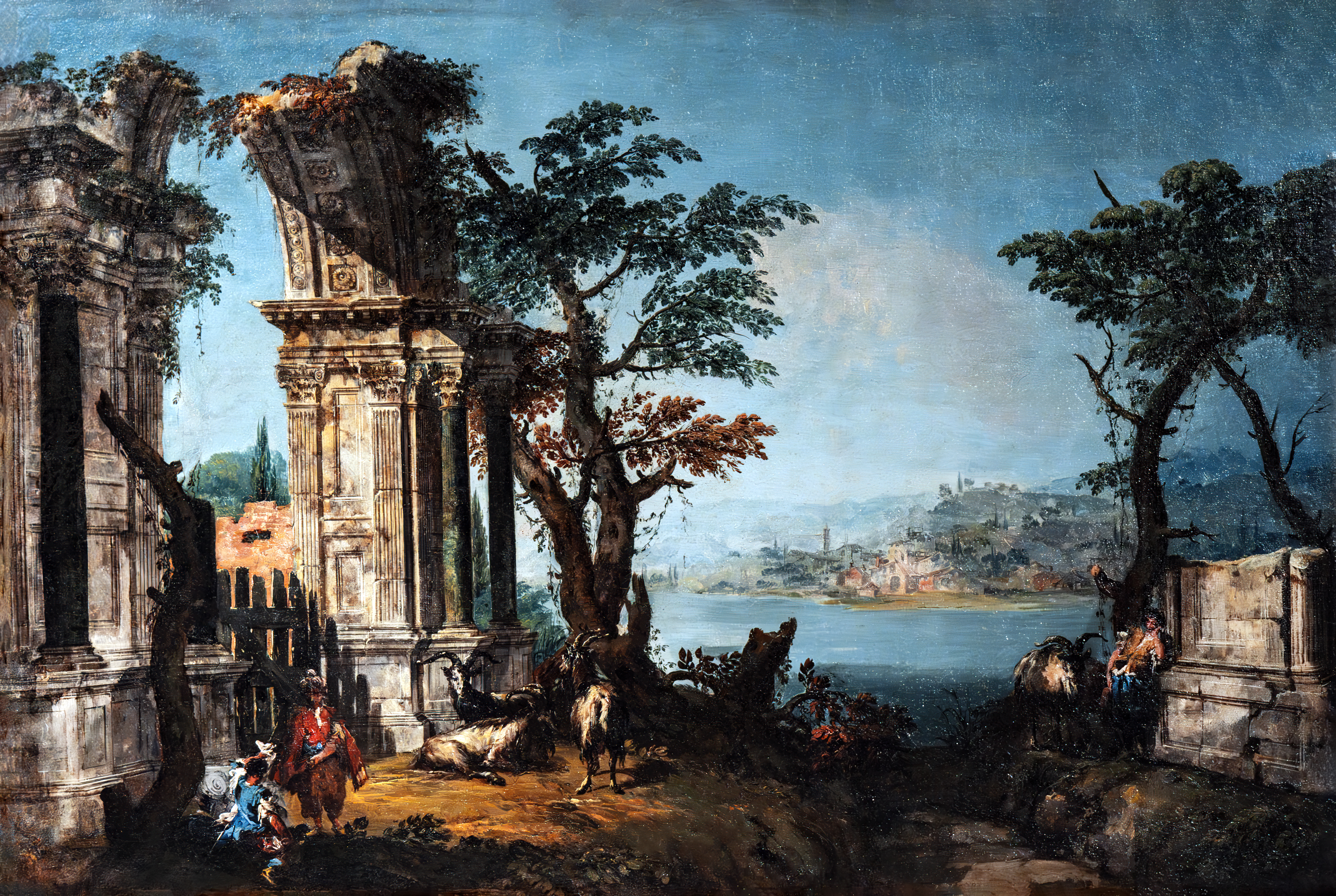
Худ. Мікеле Марієскі, пейзаж

На відміну від Музею Коррер, Галерея має значні твори майже всіх відомих майстрів Венеції і в багатьох випадках не по одному зразку.
Серед них:
- Альвізе Віваріні
- Андреа Мантенья
- П'єро делла Франческа
- Джованні Белліні
- Чіма да Конельяно
- Джорджоне
- Тиціан
- Веронезе
- Тінторетто
- Лоренцо Лотто
- Лука Джордано
- Доменіко Фетті
- Розальба Кар'єра
- Вітторе Карпаччо
- Джузеппе Баццані
- Вітторе Гісланді та інші.

## Малюнки в збірці галереї художньої академії

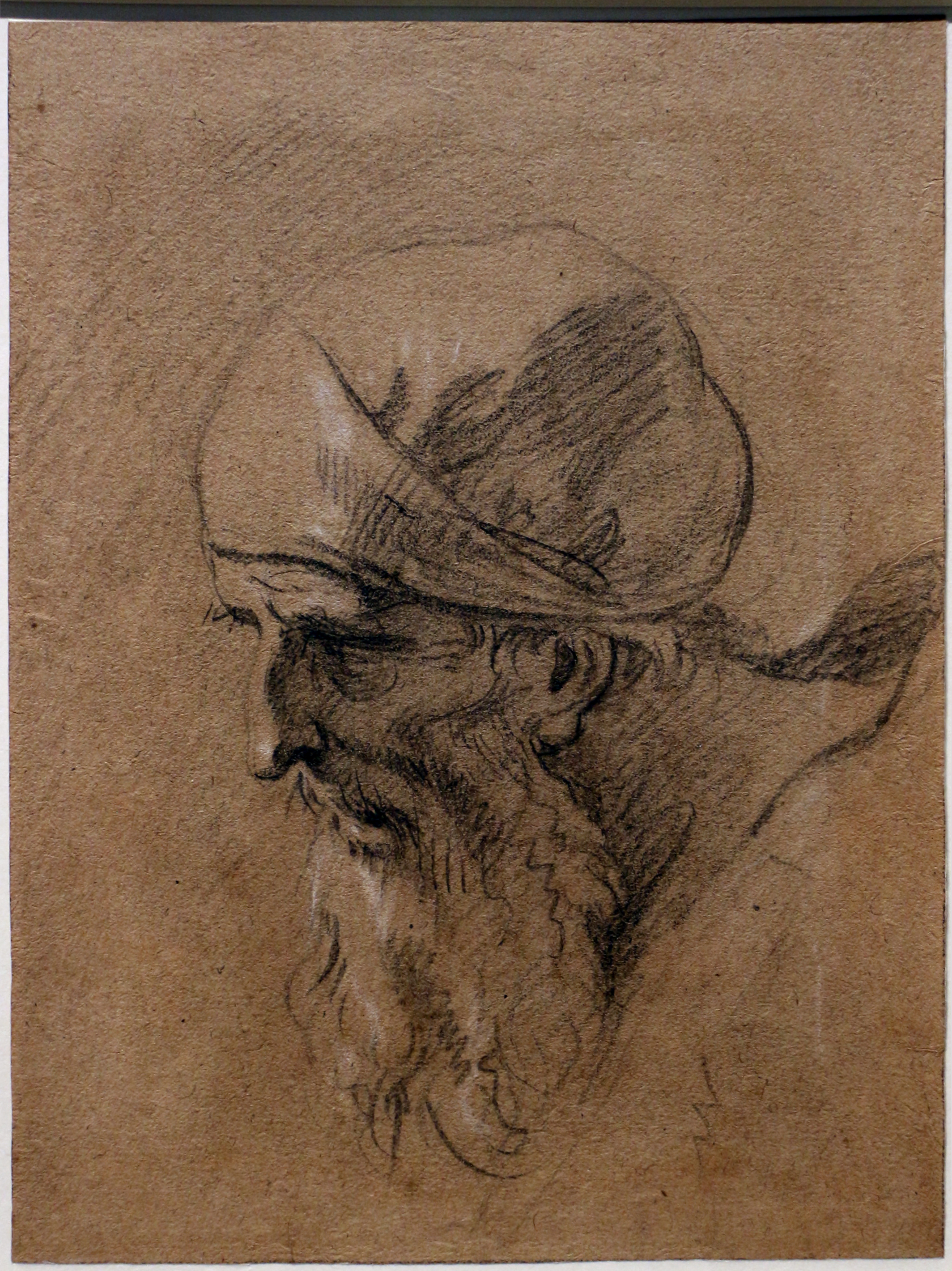
Себастьяно Річчі. «Штудія голови старого», аркуш з альбому
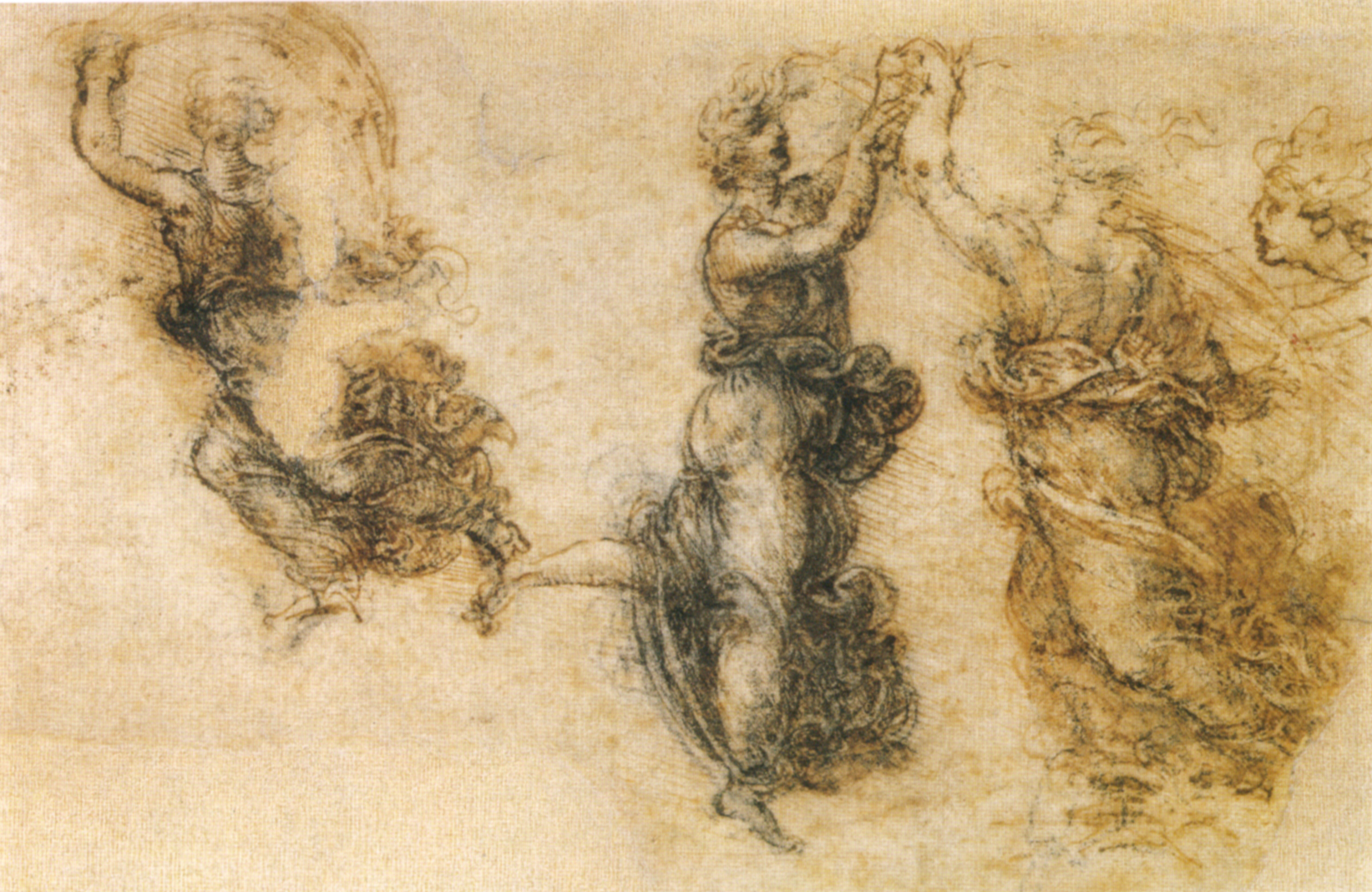
Леонардо да Вінчі. «Фігури танцівниць», бл. 1515 р.
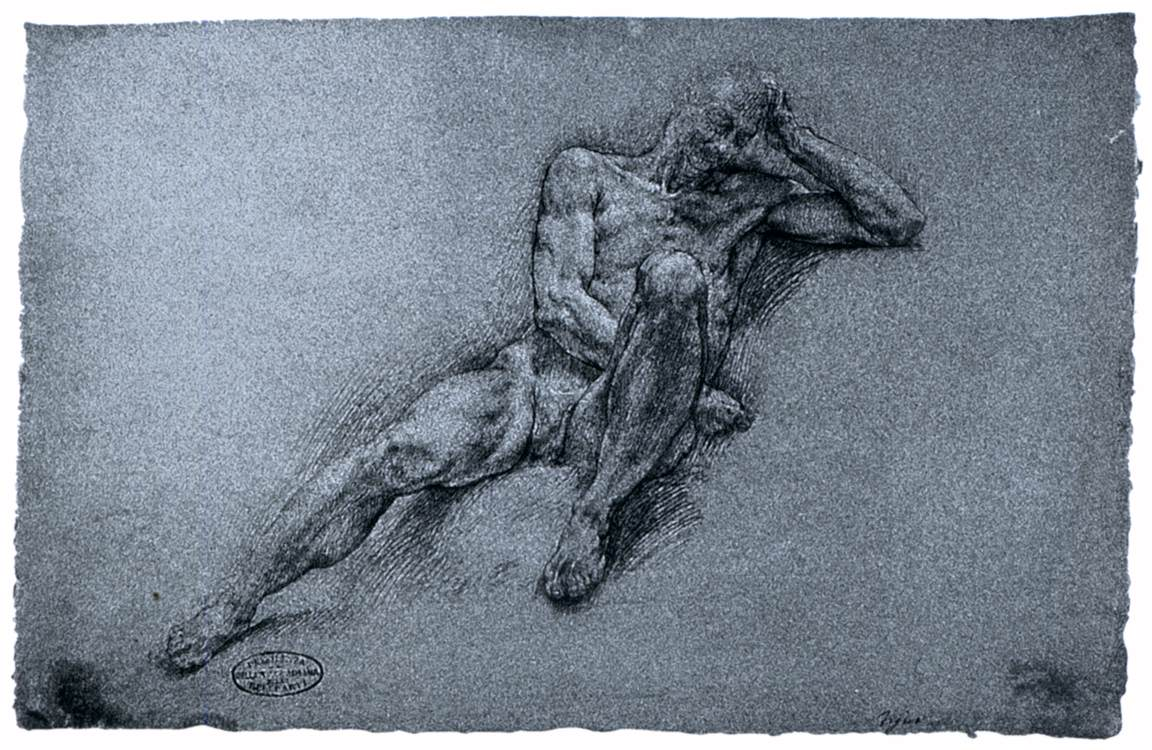
Джованні Амброджо Фіджині. «Штудія чоловічої фігури». 1586 р.
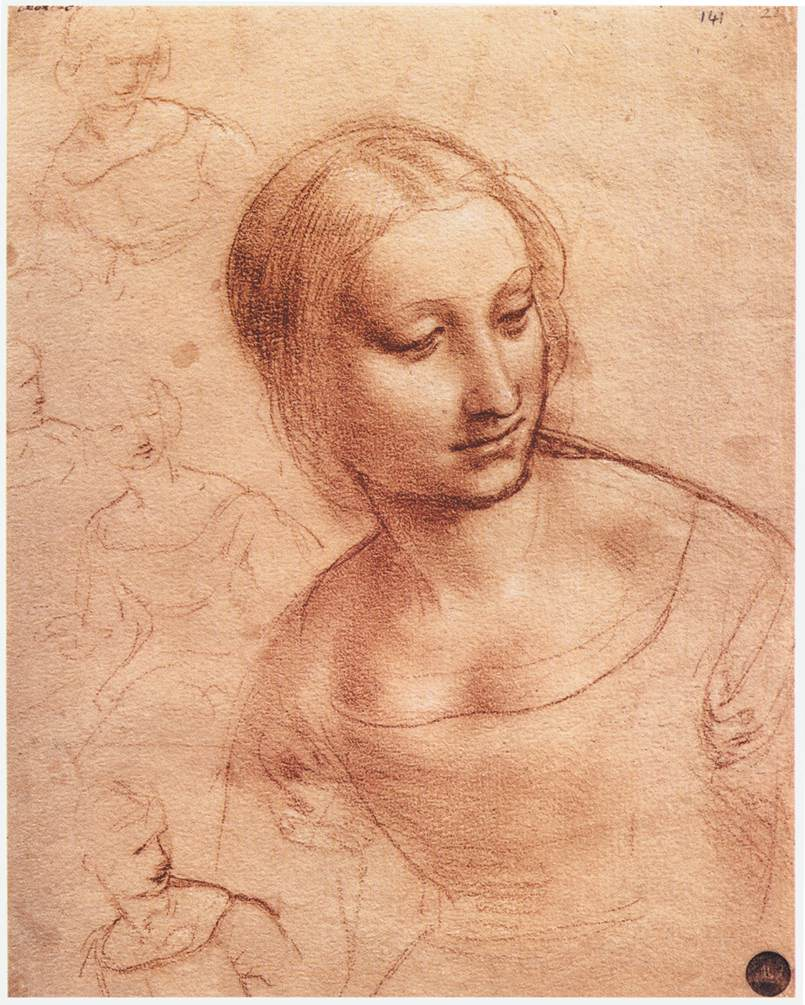
Леонардо да Вінчі. «Штудія до голови мадонни

## Портретний жанр

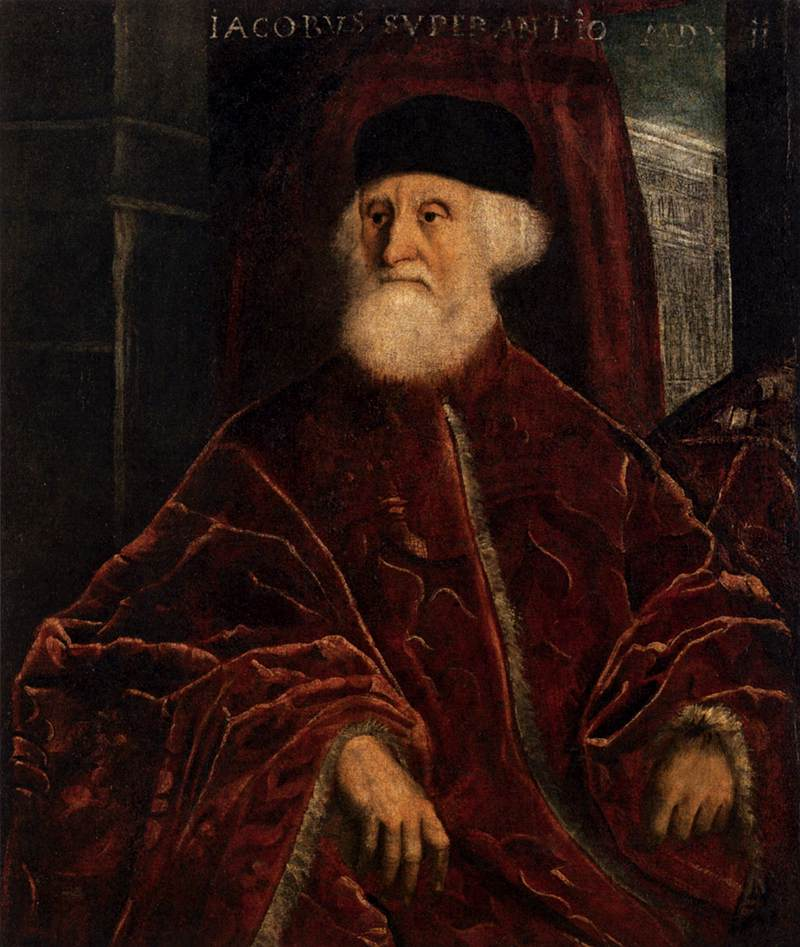
Якопо Тінторетто. «Портрет прокуратора Якопо Соранцо», бл. 1550 р.
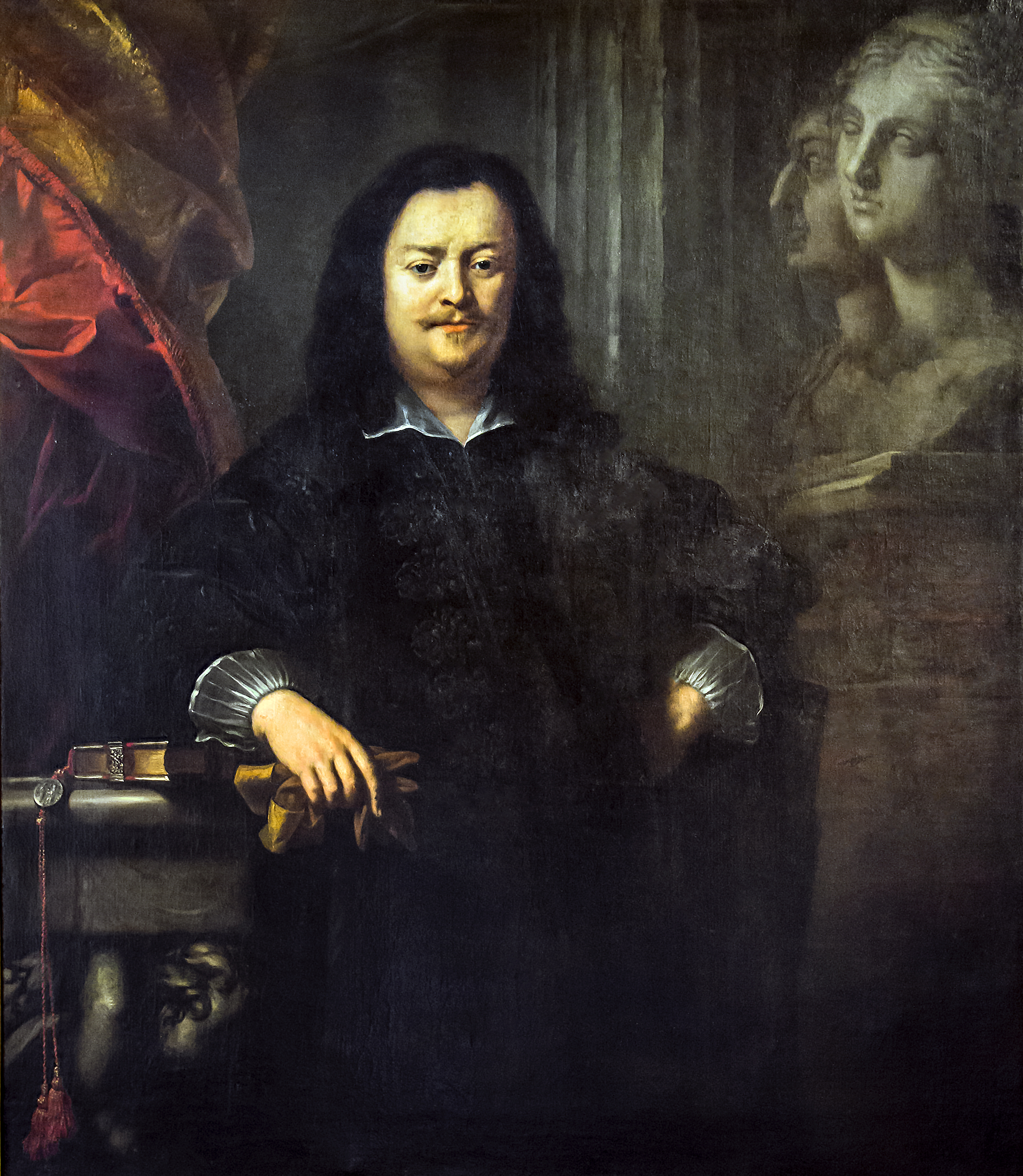
Тіберіо Тінеллі. «Луїджі Молін», перша третина XVII ст.
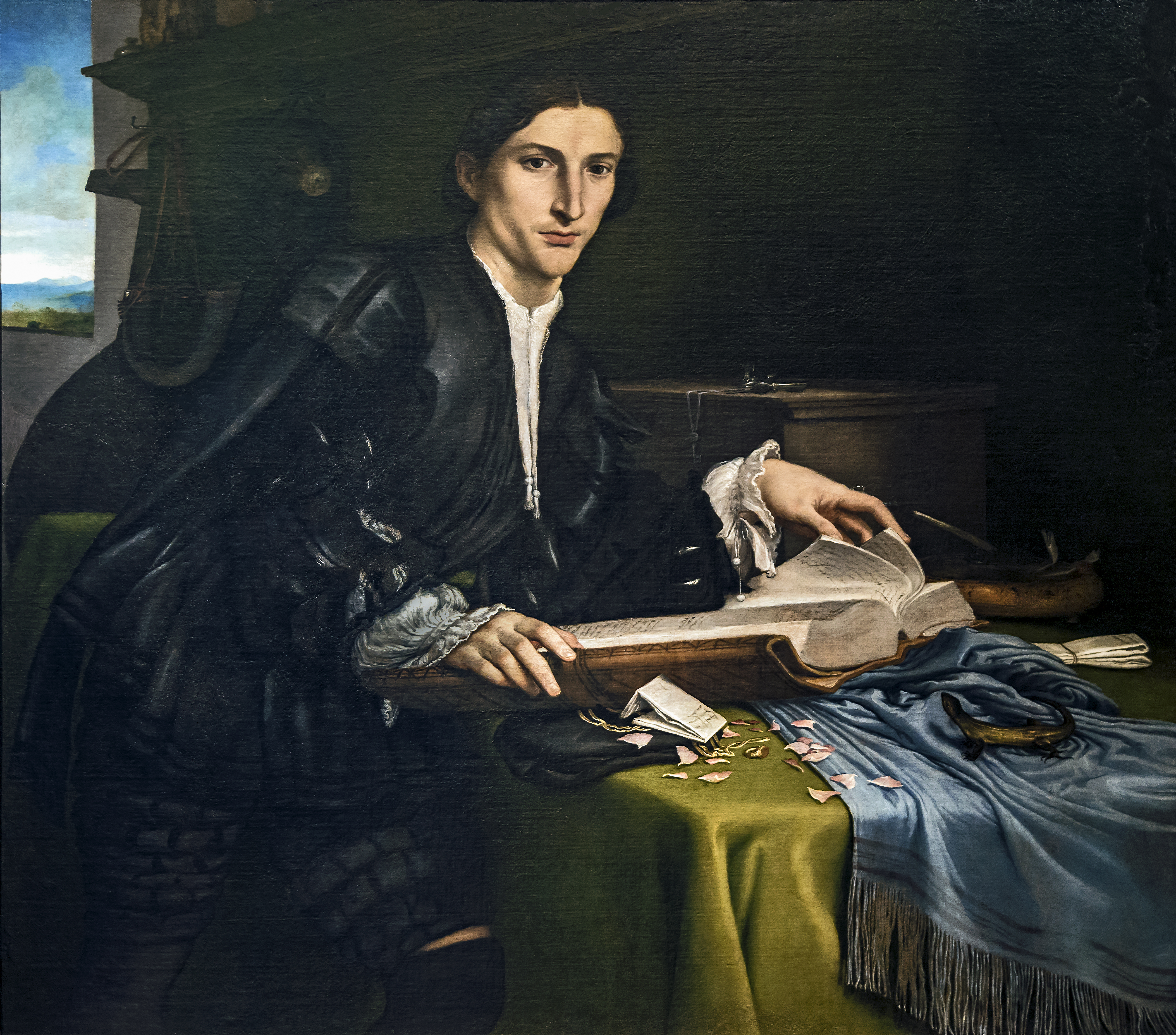
Лоренцо Лотто. «Портрет невідомого», бл. 1527 р.
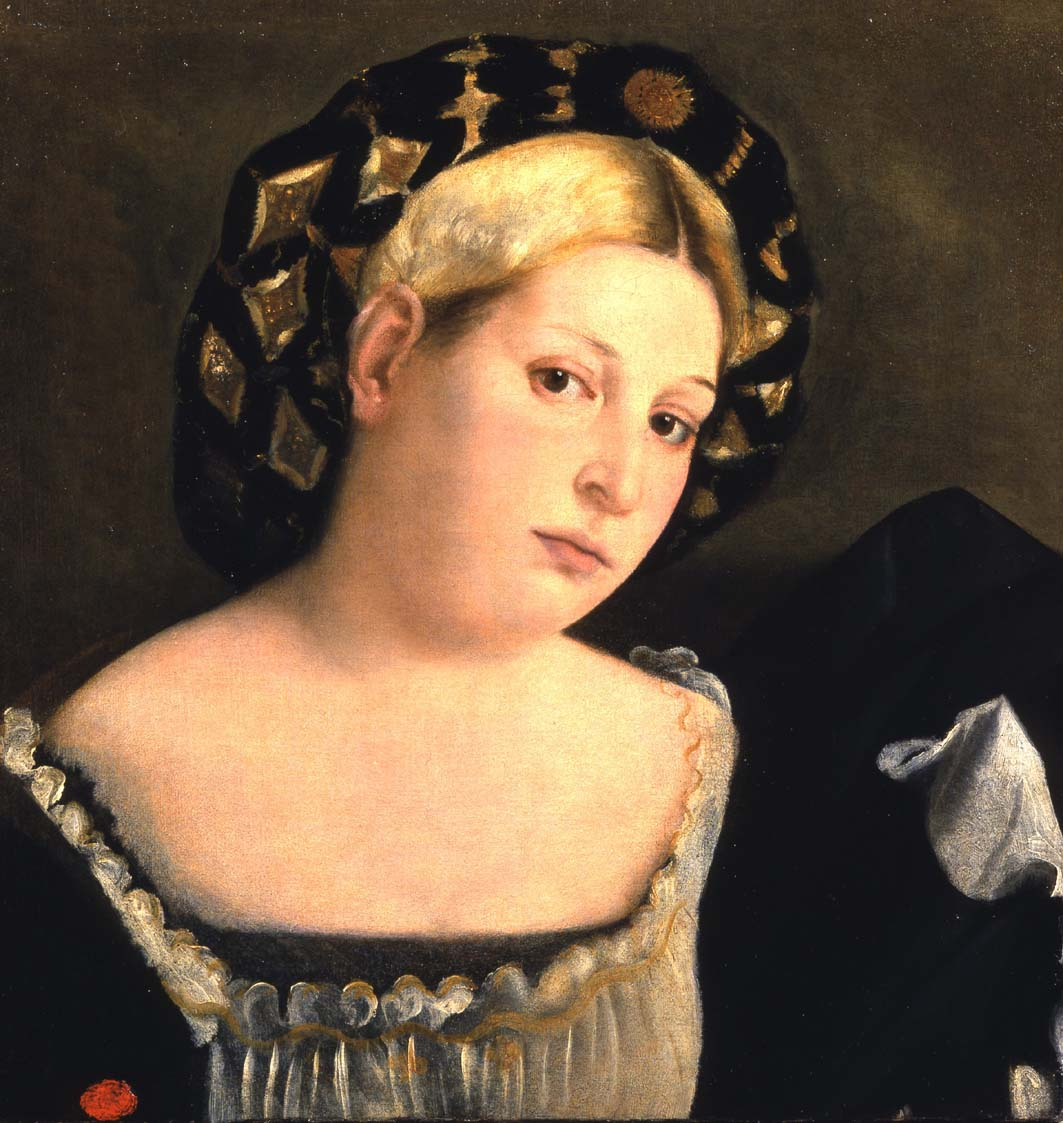
Якопо Пальма старший. «Невідома білявка з Венеції», недатована
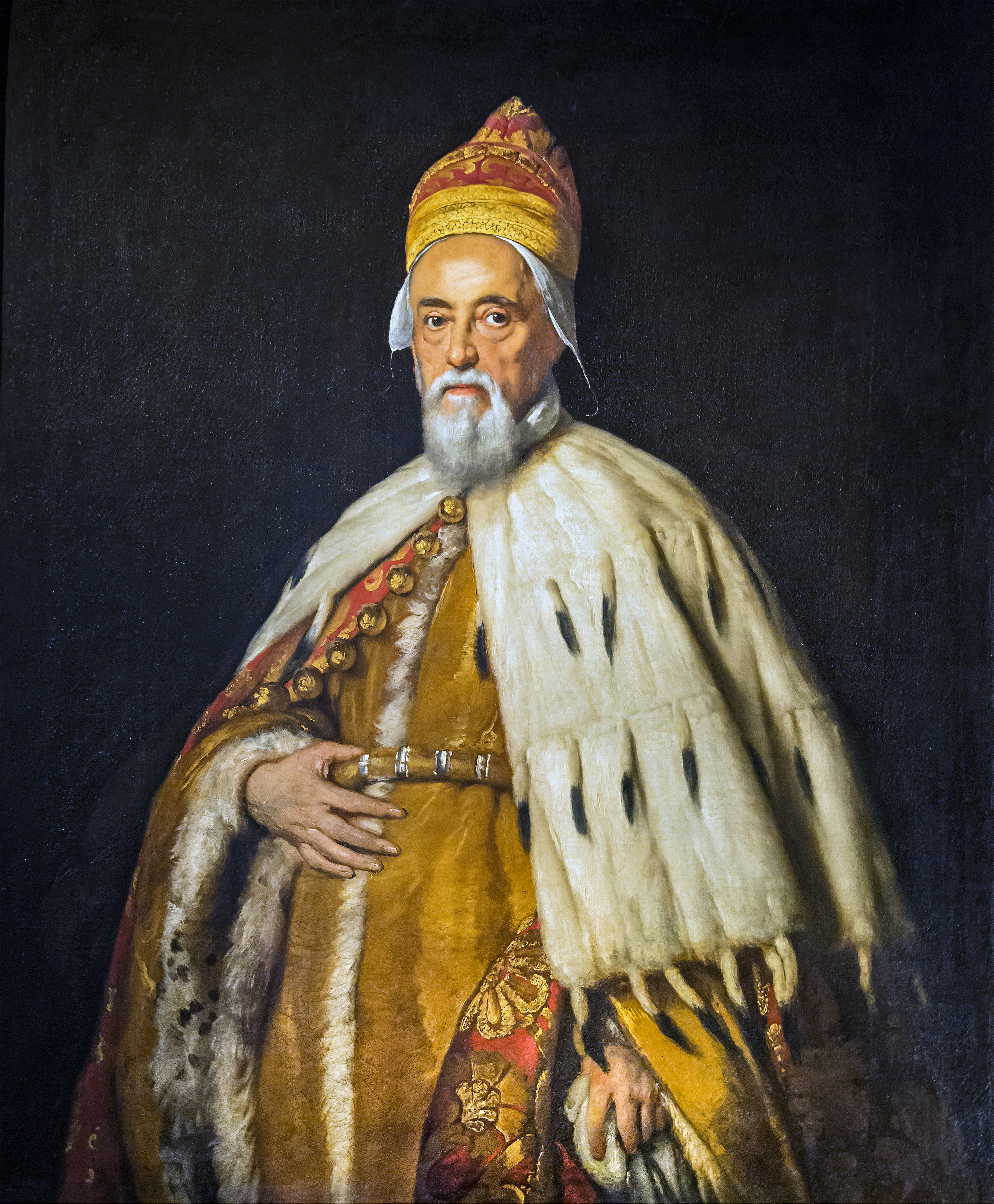
Бернардо Строцці.  «Дож Франческо Еріццо»
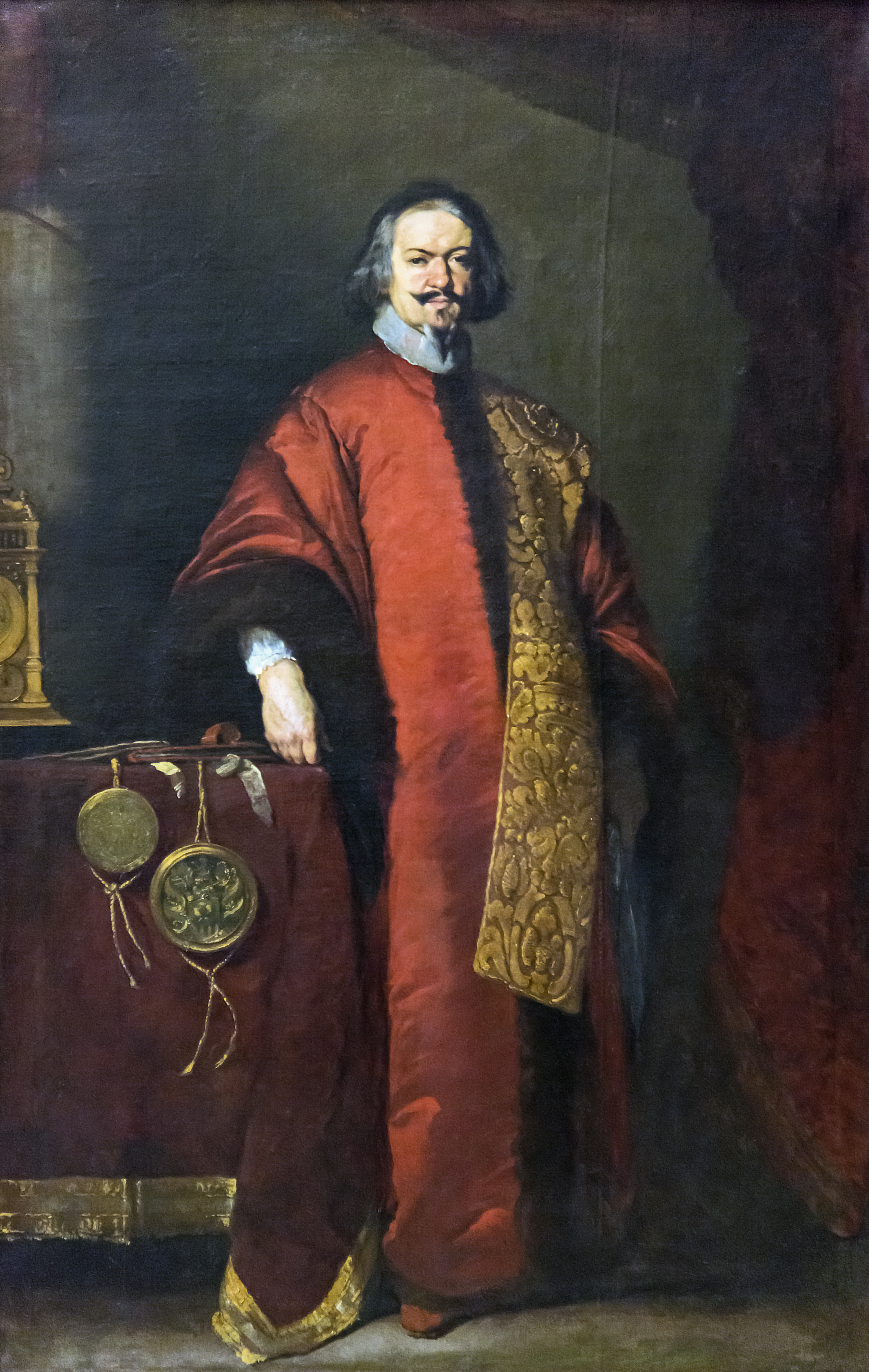
Бернардо Строцці.  «Джованні Грімані»

## Обрані твори (галерея)

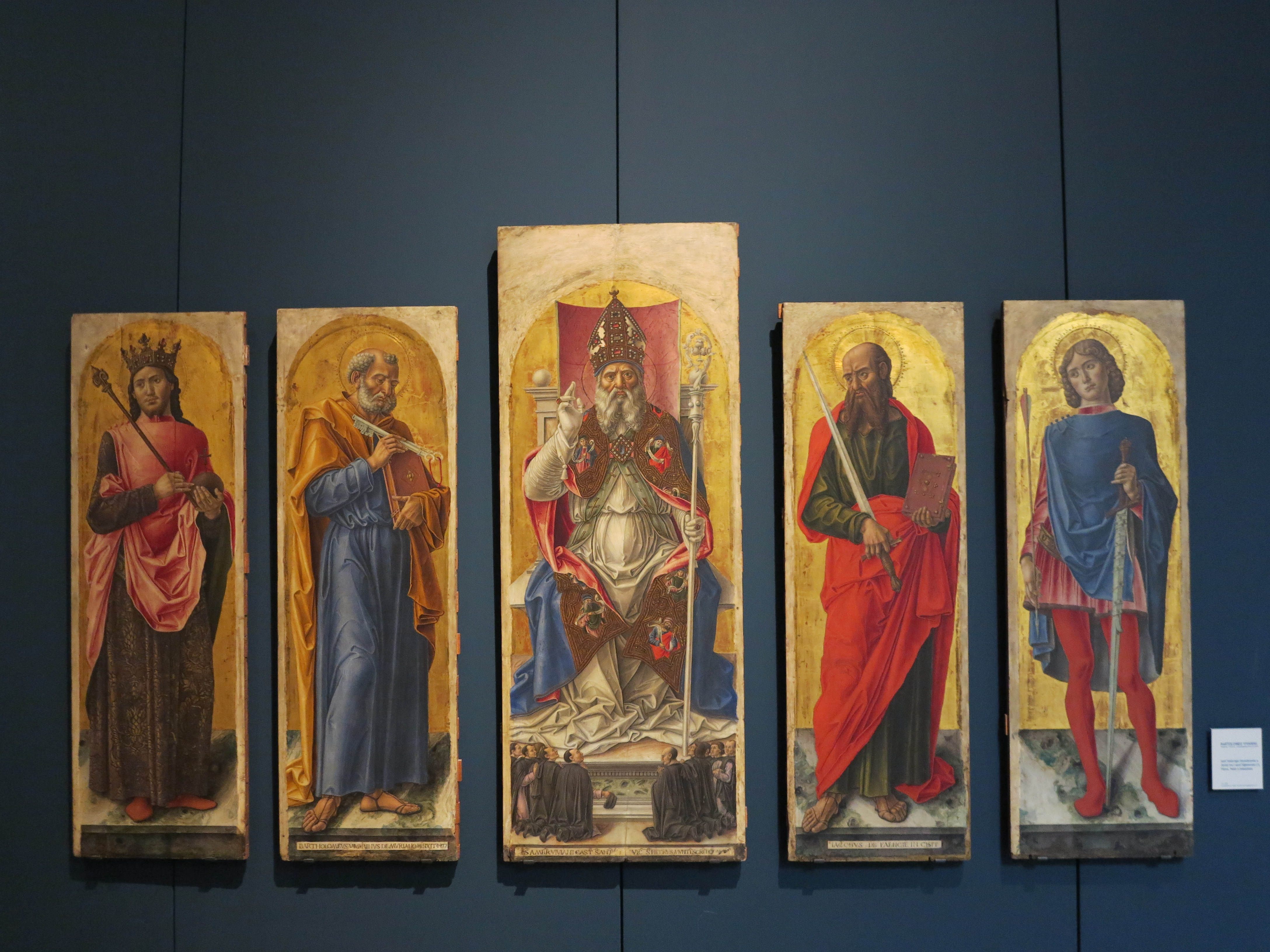
Бартоломео Віваріні. «Св. Амвросій і святі»

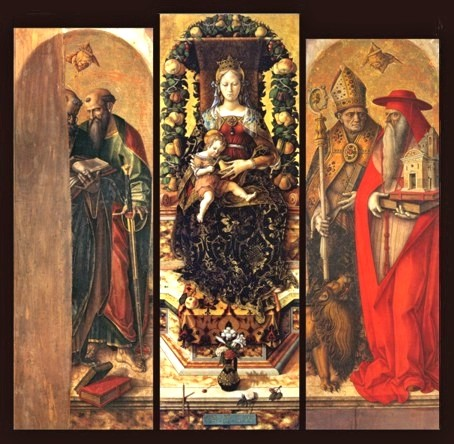
Карло Крівеллі. Поліптих з катедрального собору Камеріно.
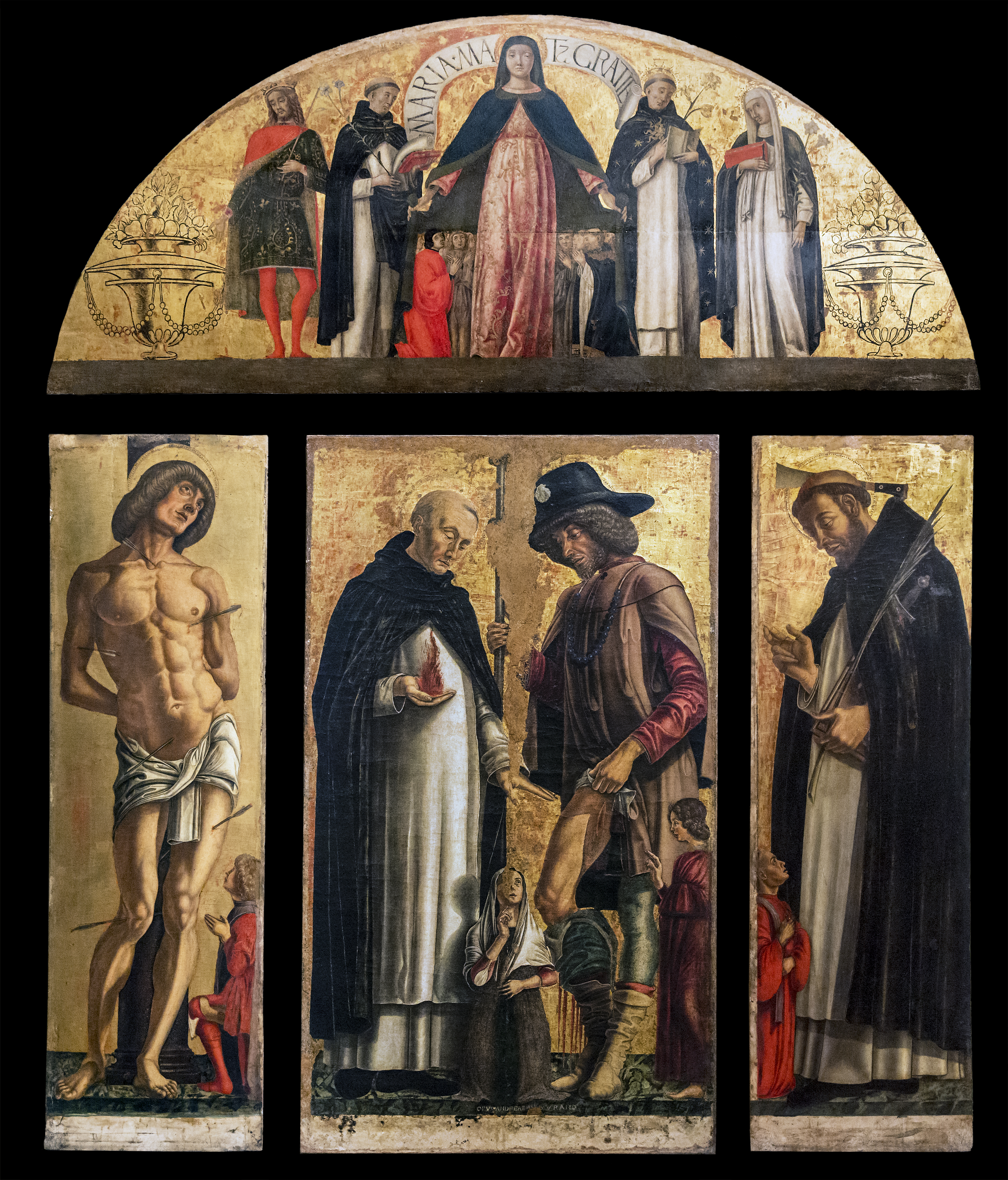
Андреа ді Мурано. Центральна частина поліптиха зі святими і донаторами, бл. 1475 р.
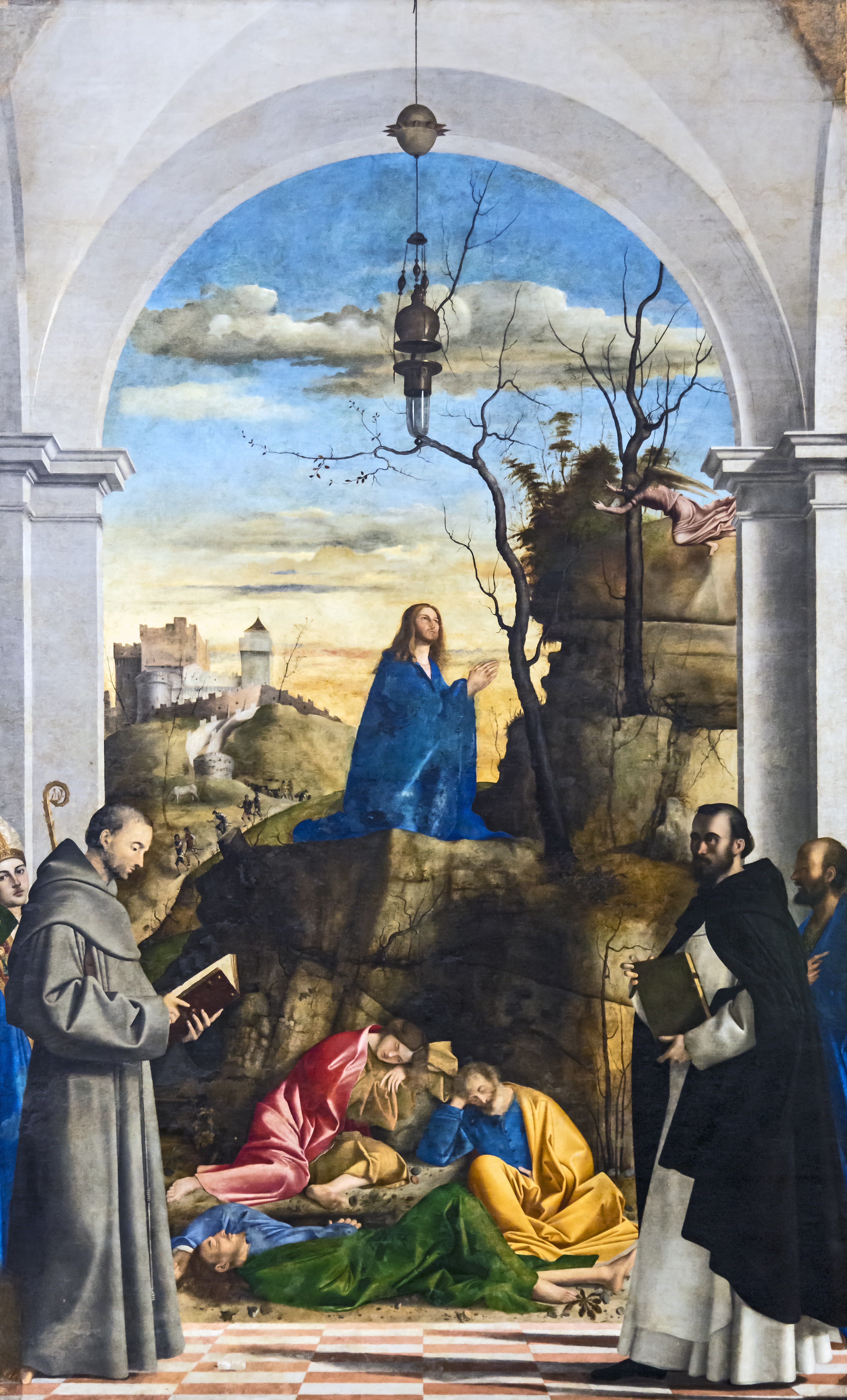
Марко Базаїті. «Моління про чашу»
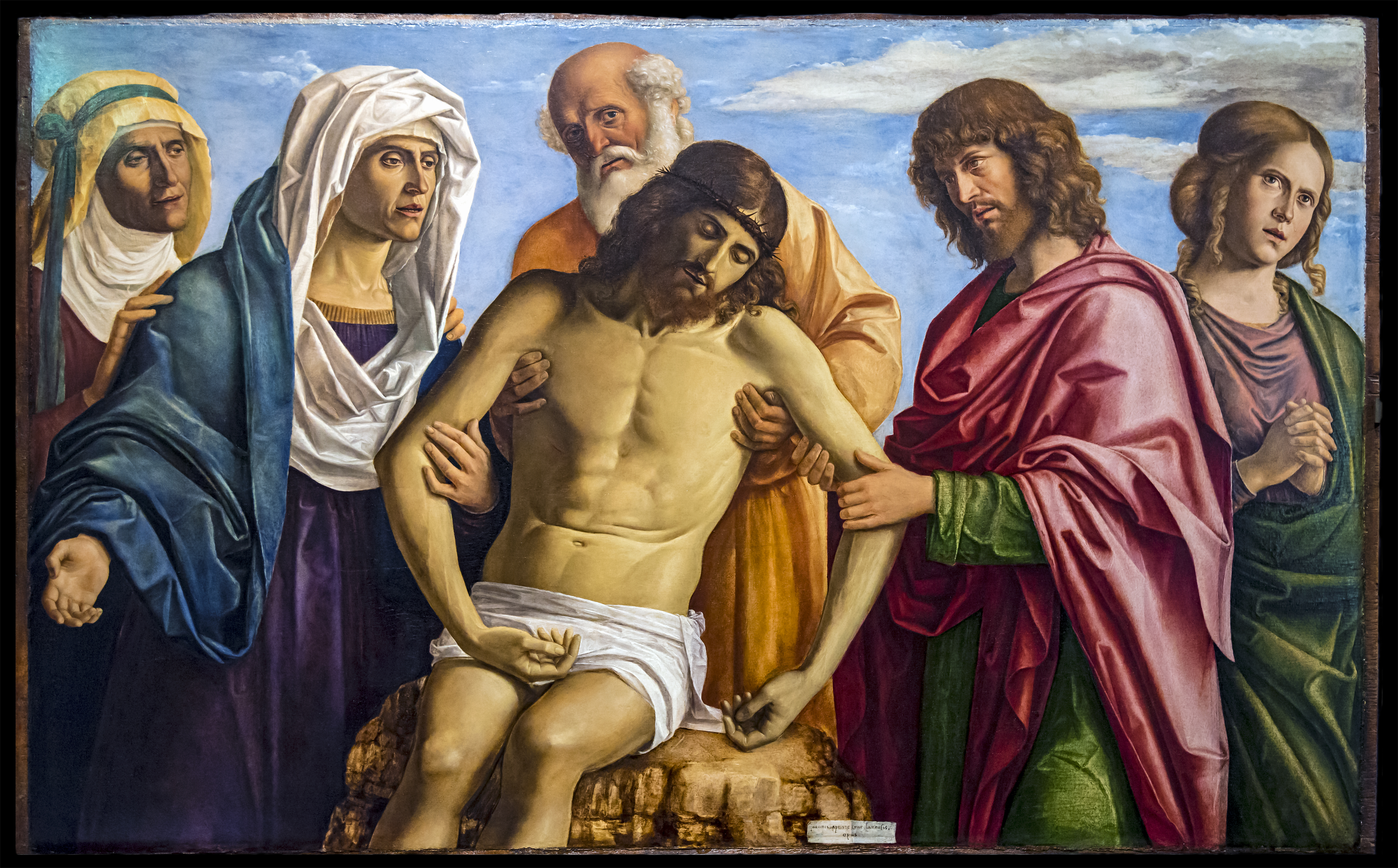
Чіма да Конельяно. «Оплакування Христа»
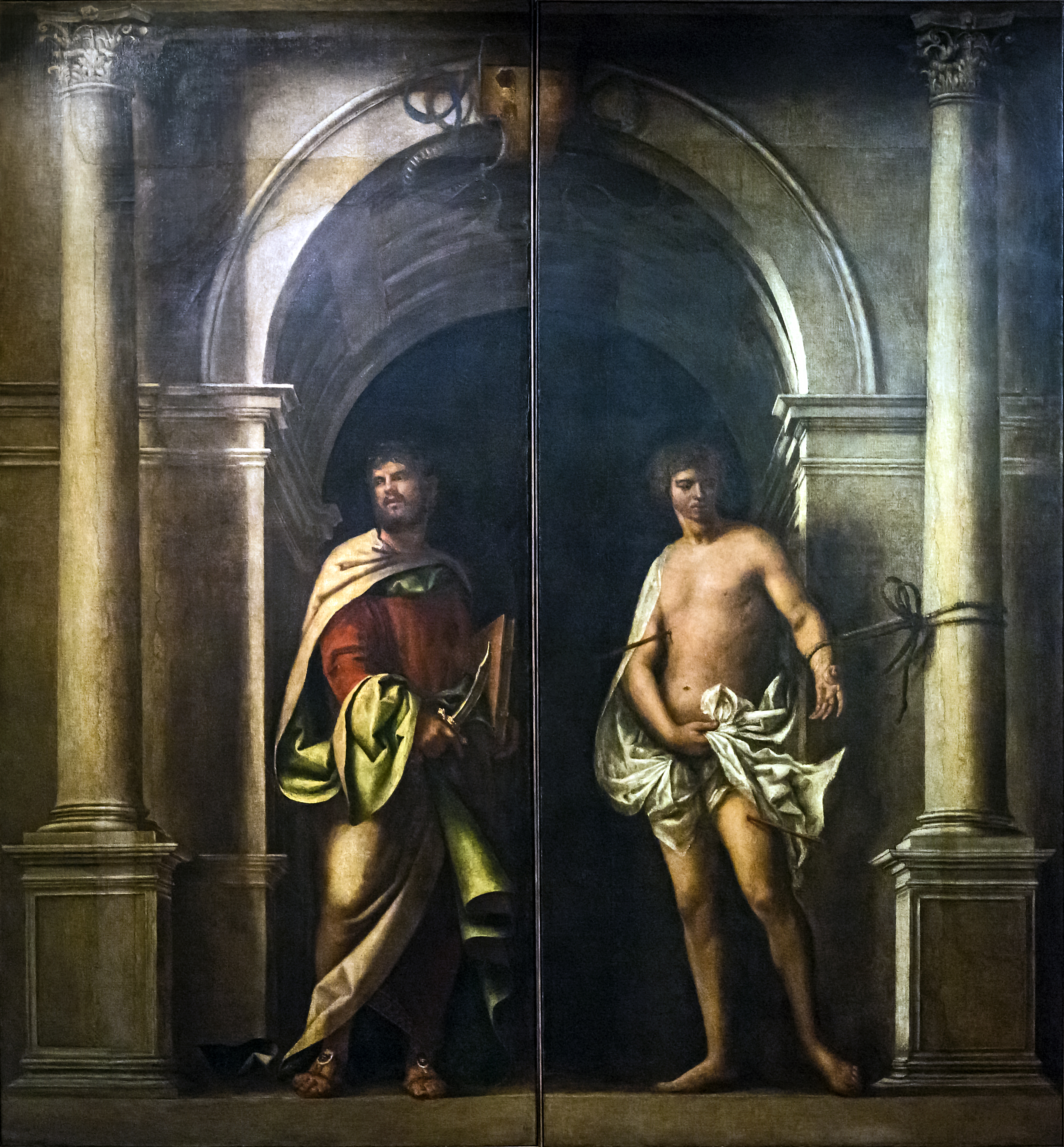
Себастьяно дель Пьомбо. «Св. Вартоломей та св. Себастьян»
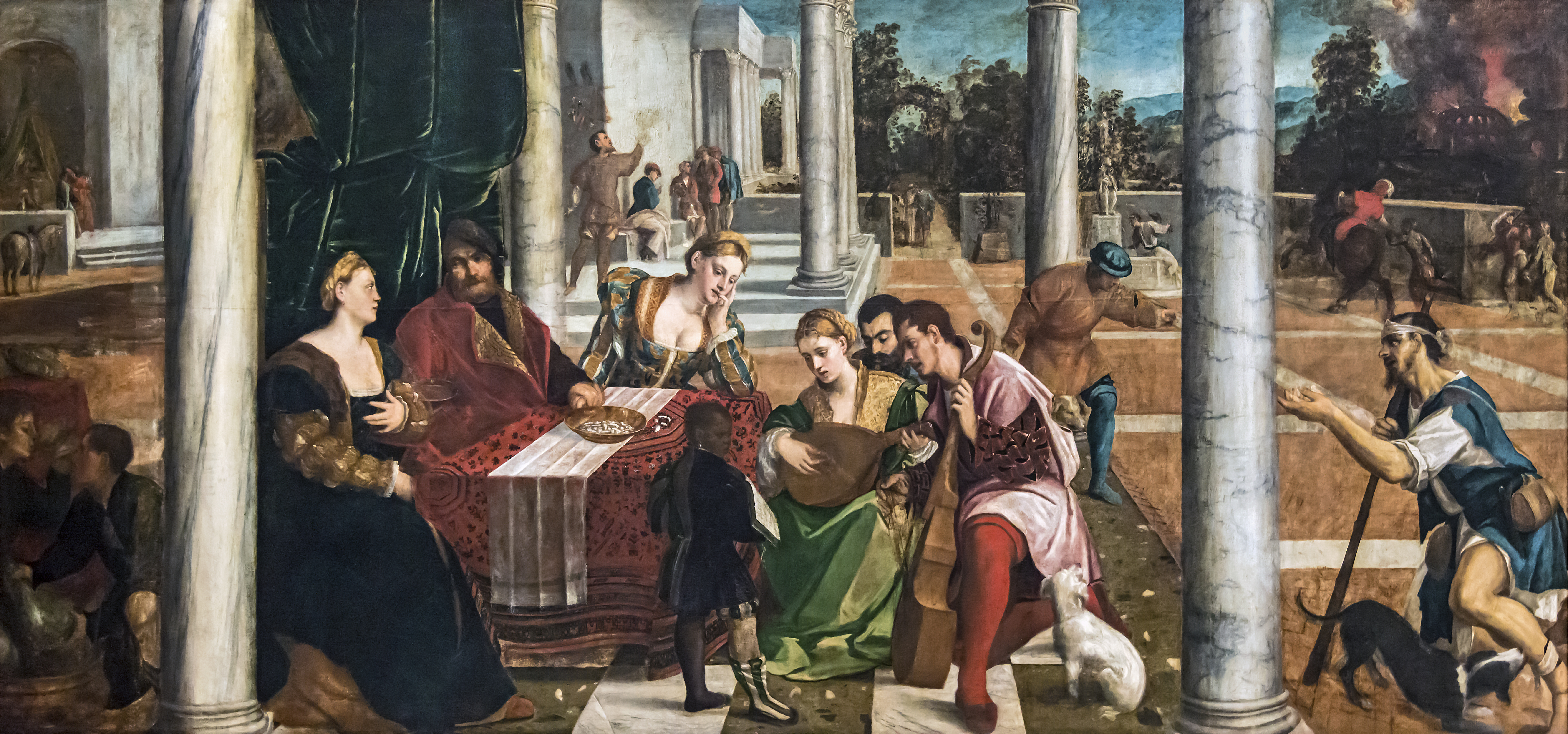
Багатій і бідний Лазар де Пітаті
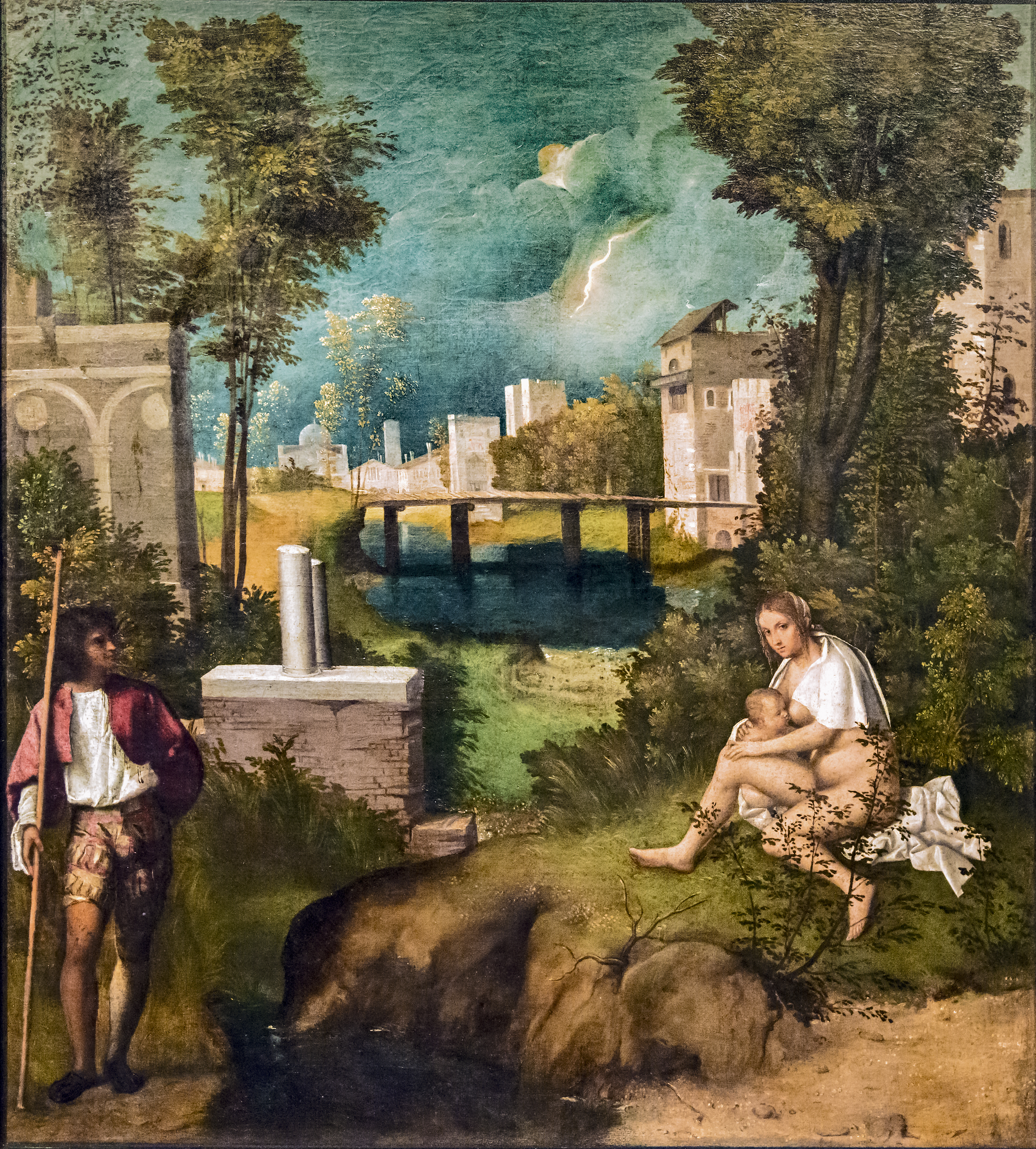
Буря (Джорджоне)
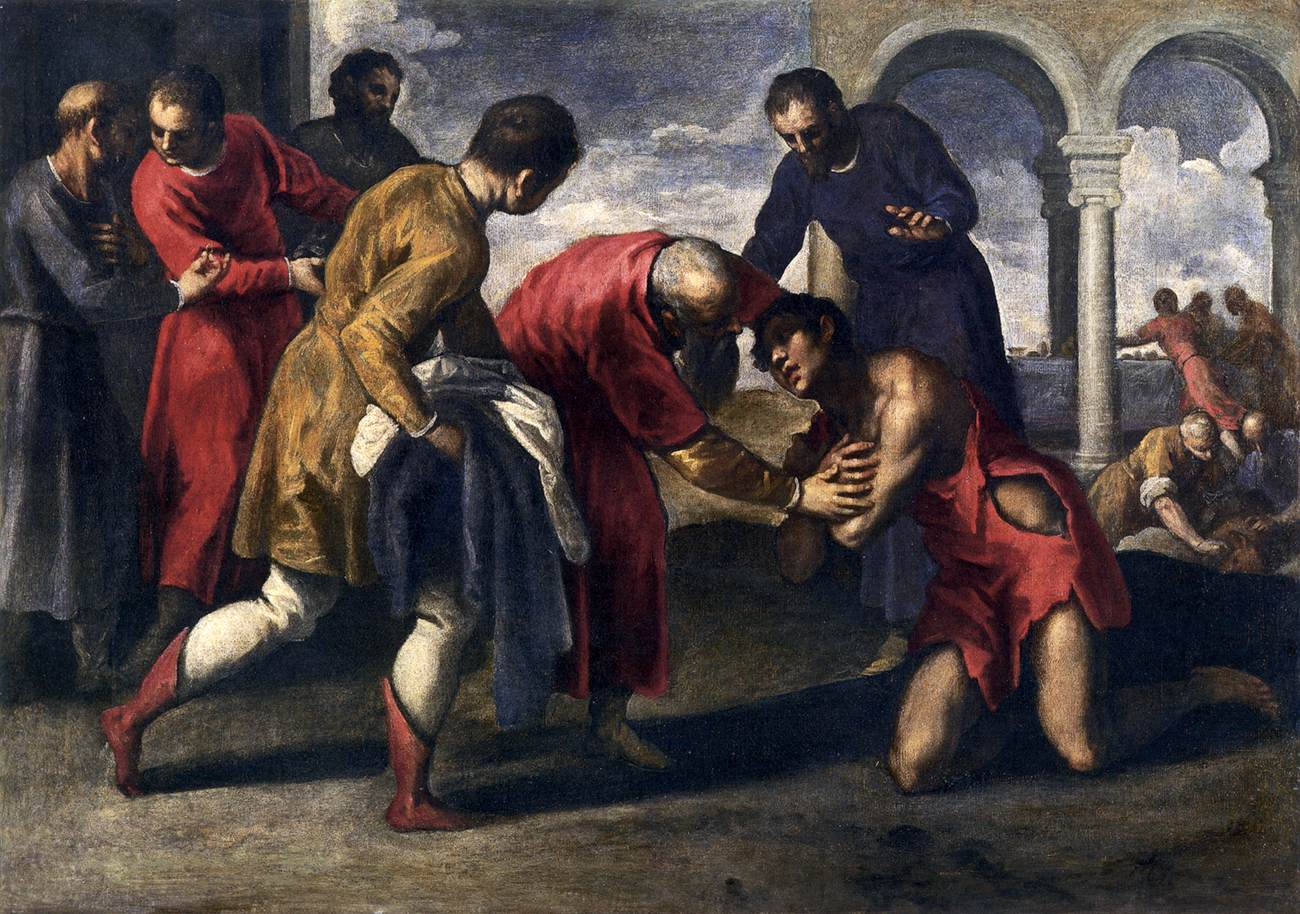
Якопо Пальма молодший. «Повернення блудного сина», до 1600 р.
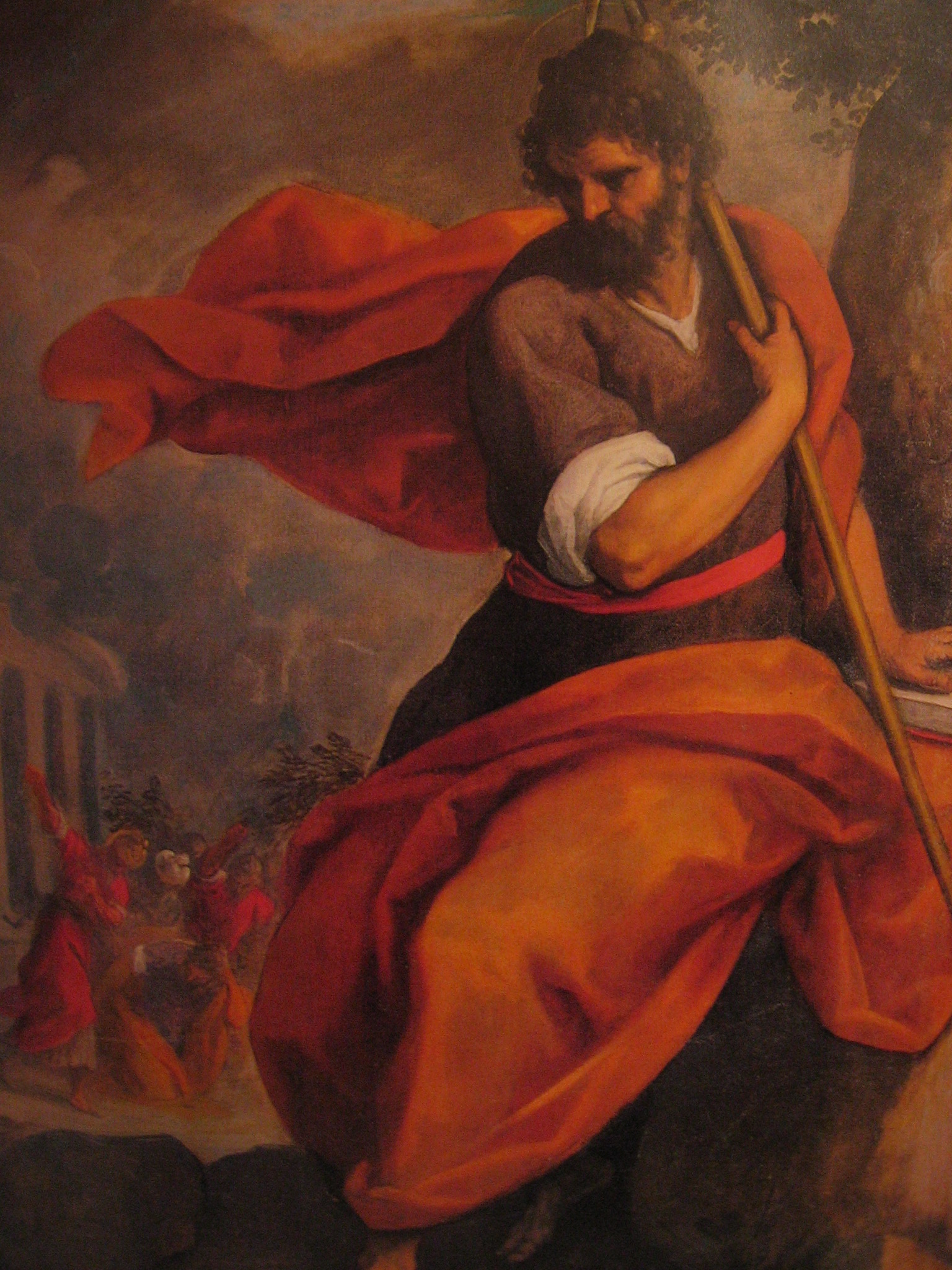
Якопо Пальма молодший. «Св. Яків малий»
Лука Джордано. «Христа знімають з хреста»
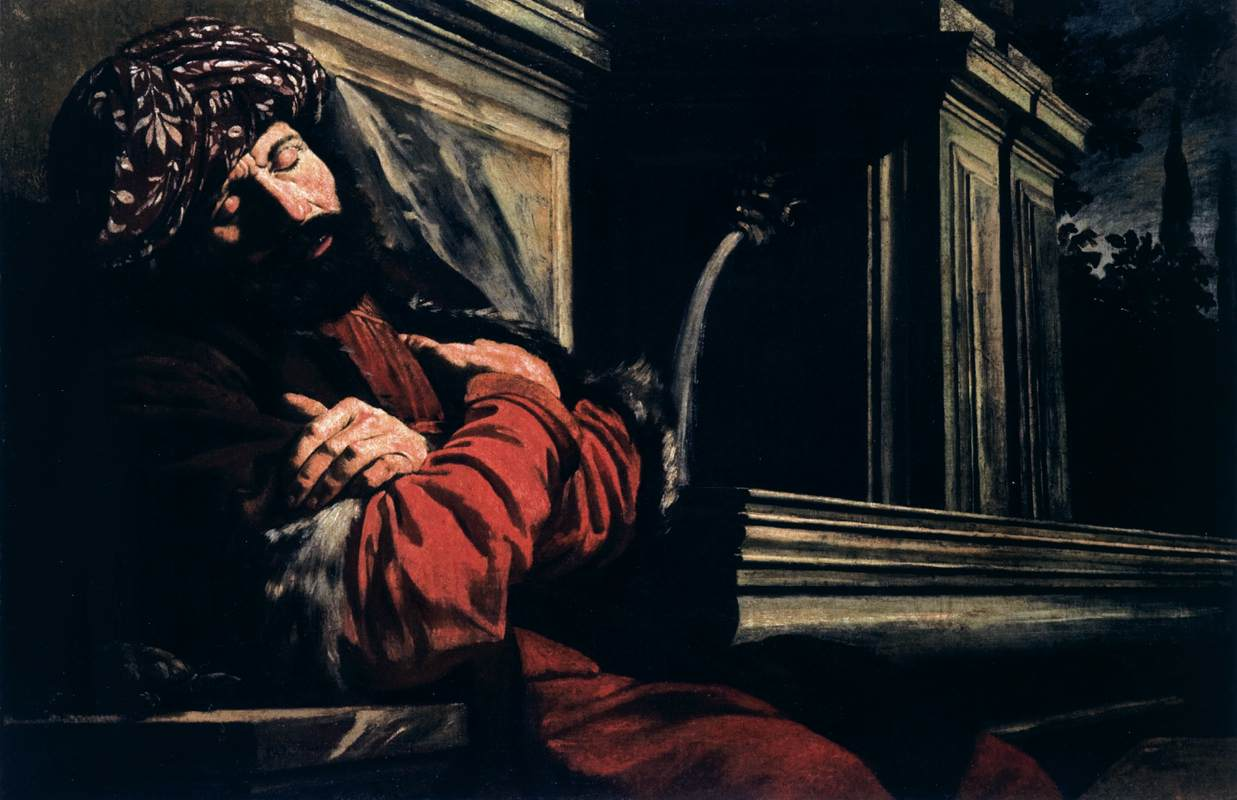
П'єр Франческо Мола. Флегматик (алегорія темпераментна людини), середина XVII ст.
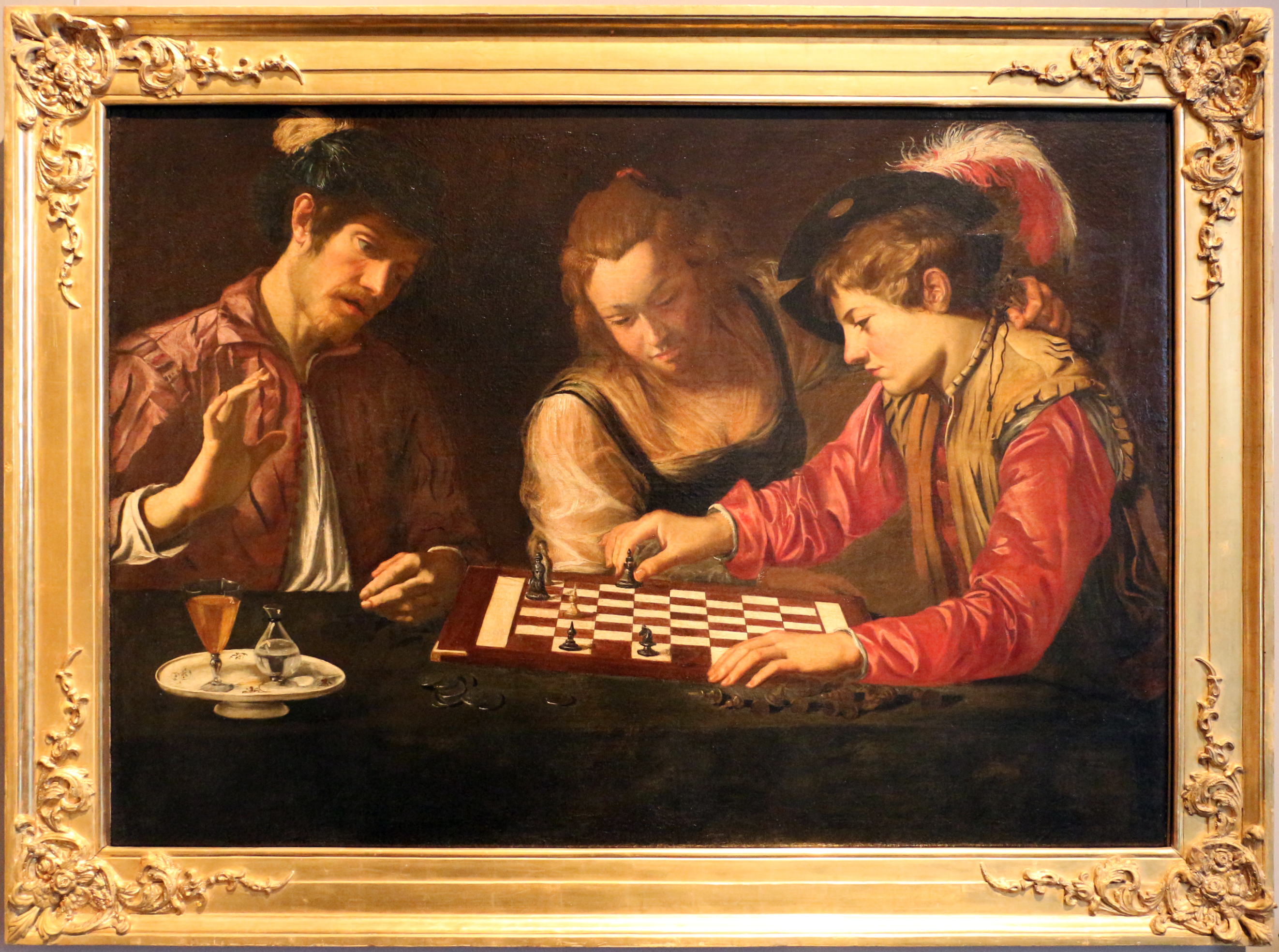
Невідомий караваджист. «Гра в шахи». до 1620 р.
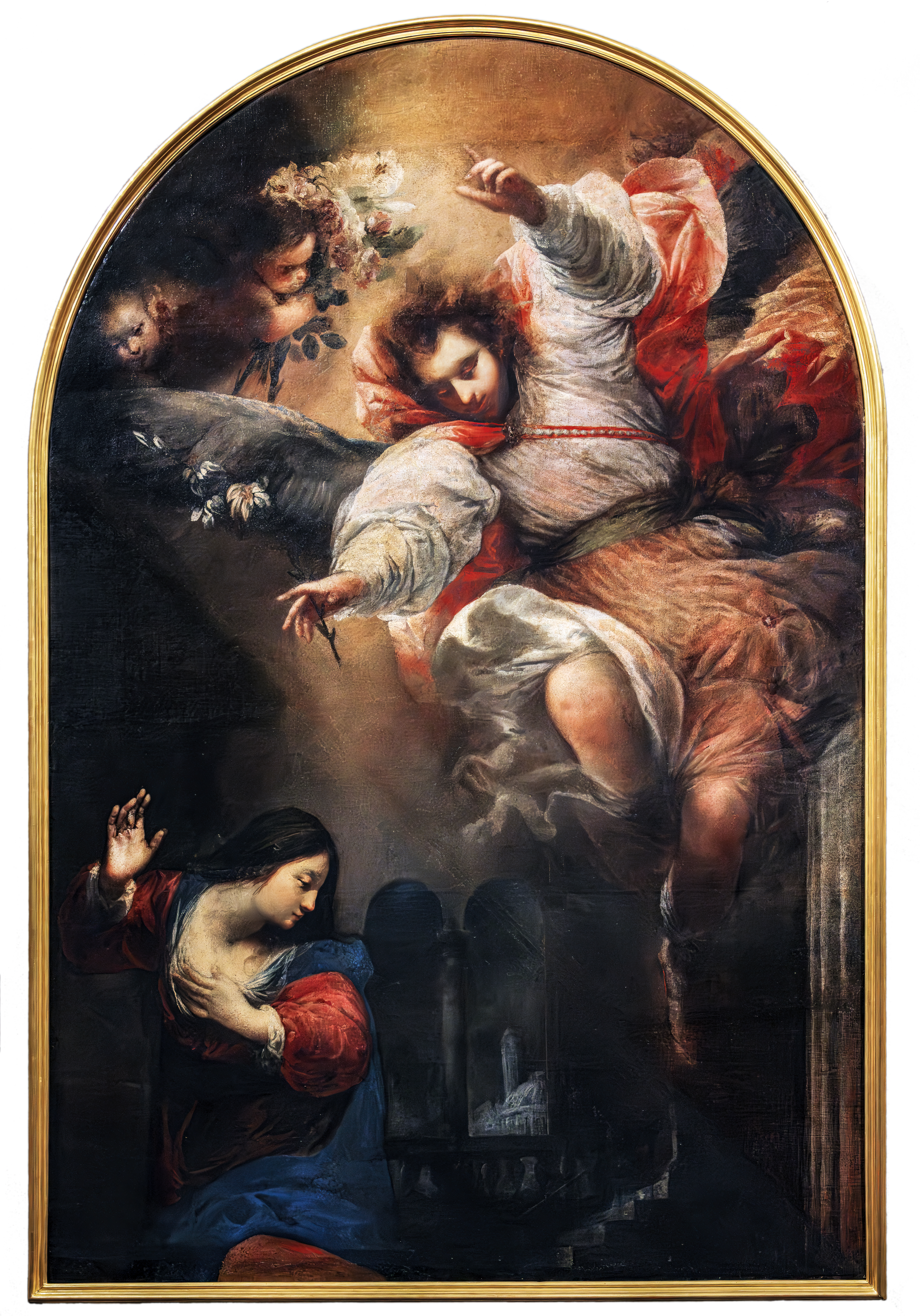
Себастьяно Маццоні. «Благовіщення», 1650 р.
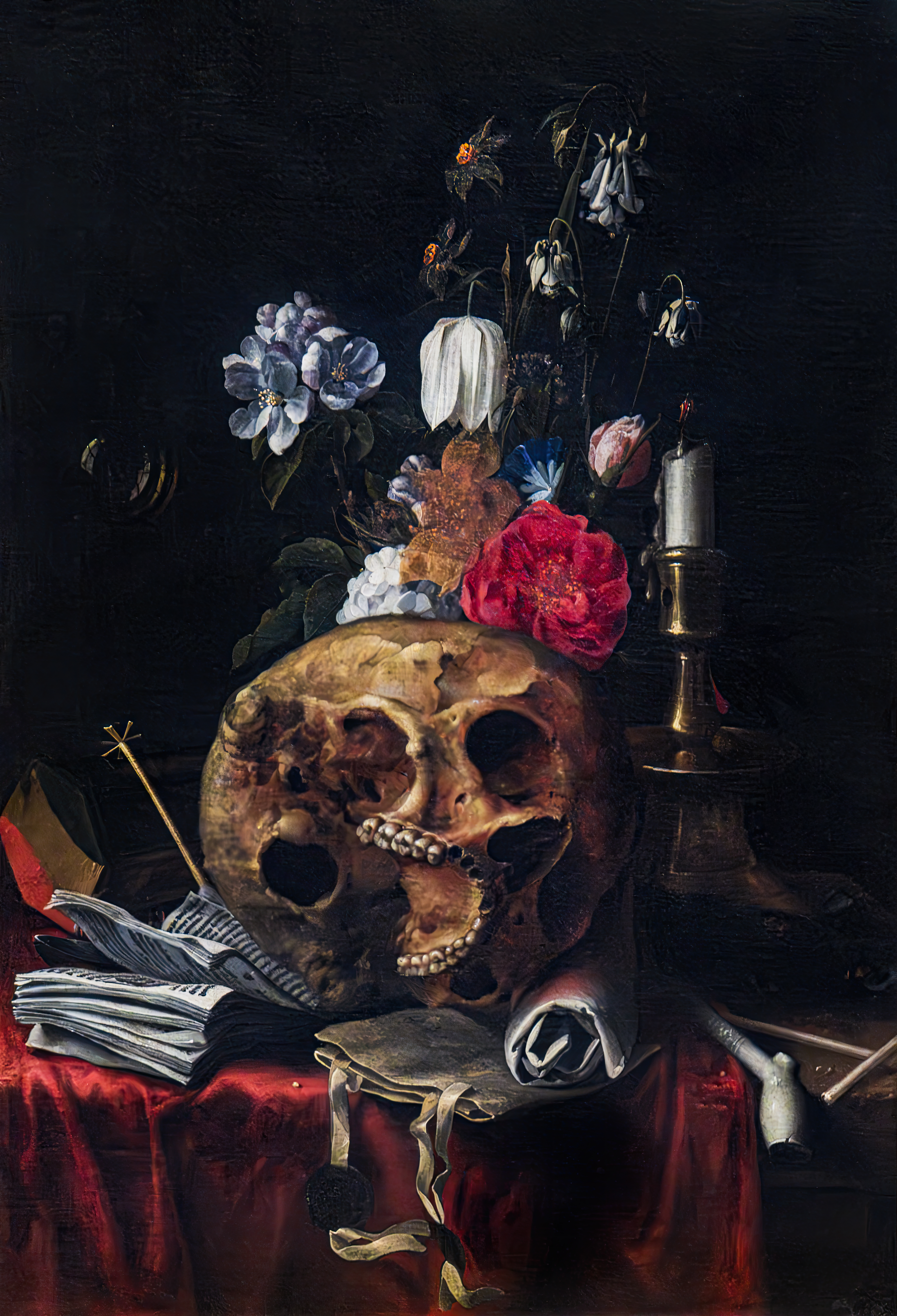
Ніколас ван Верендаль. «Марнота марнот». 1679 р.
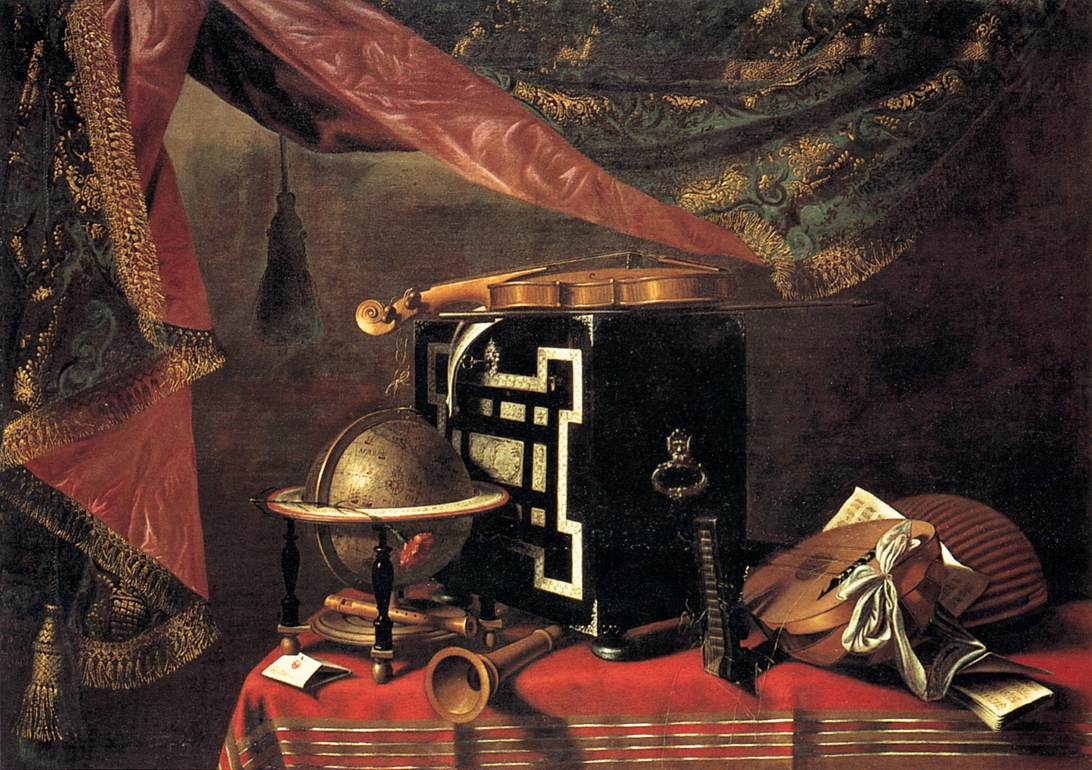
Еварісто Баскеніс. «Натюрморт з кабінетцем і музичними інструментами», до 1677 р.
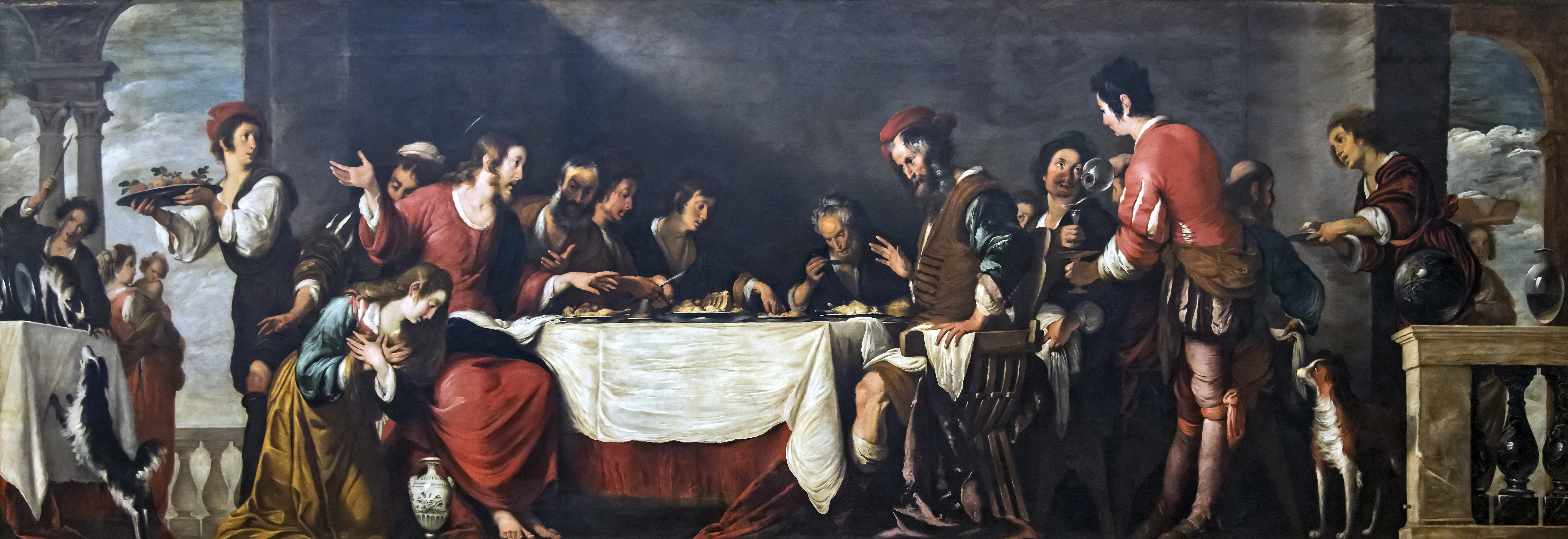
Бернардо Строцці. «Бенкет в домі Симона фарісея»
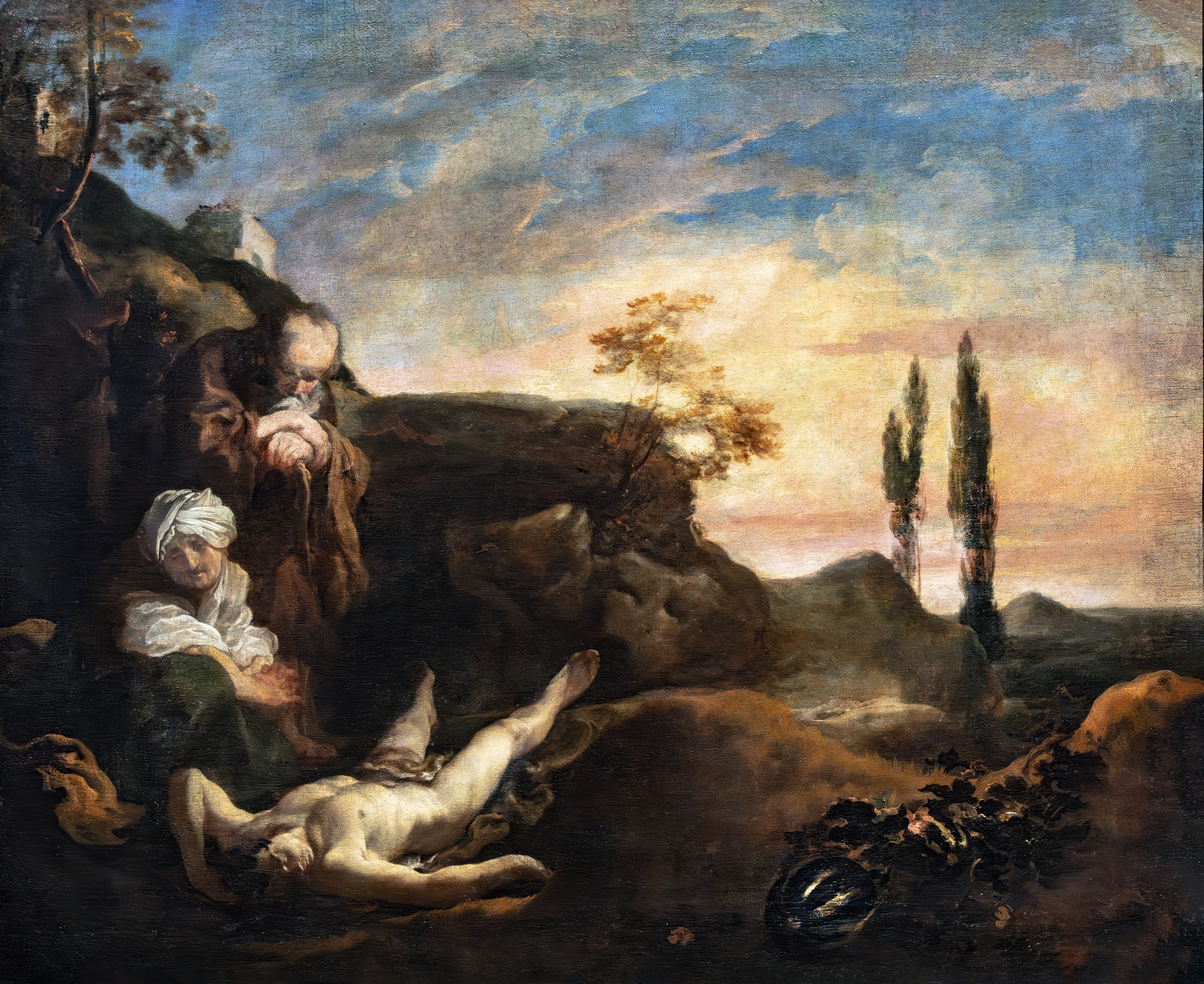
Йоган Лісс. « Батьки оплакують смерть Авеля»
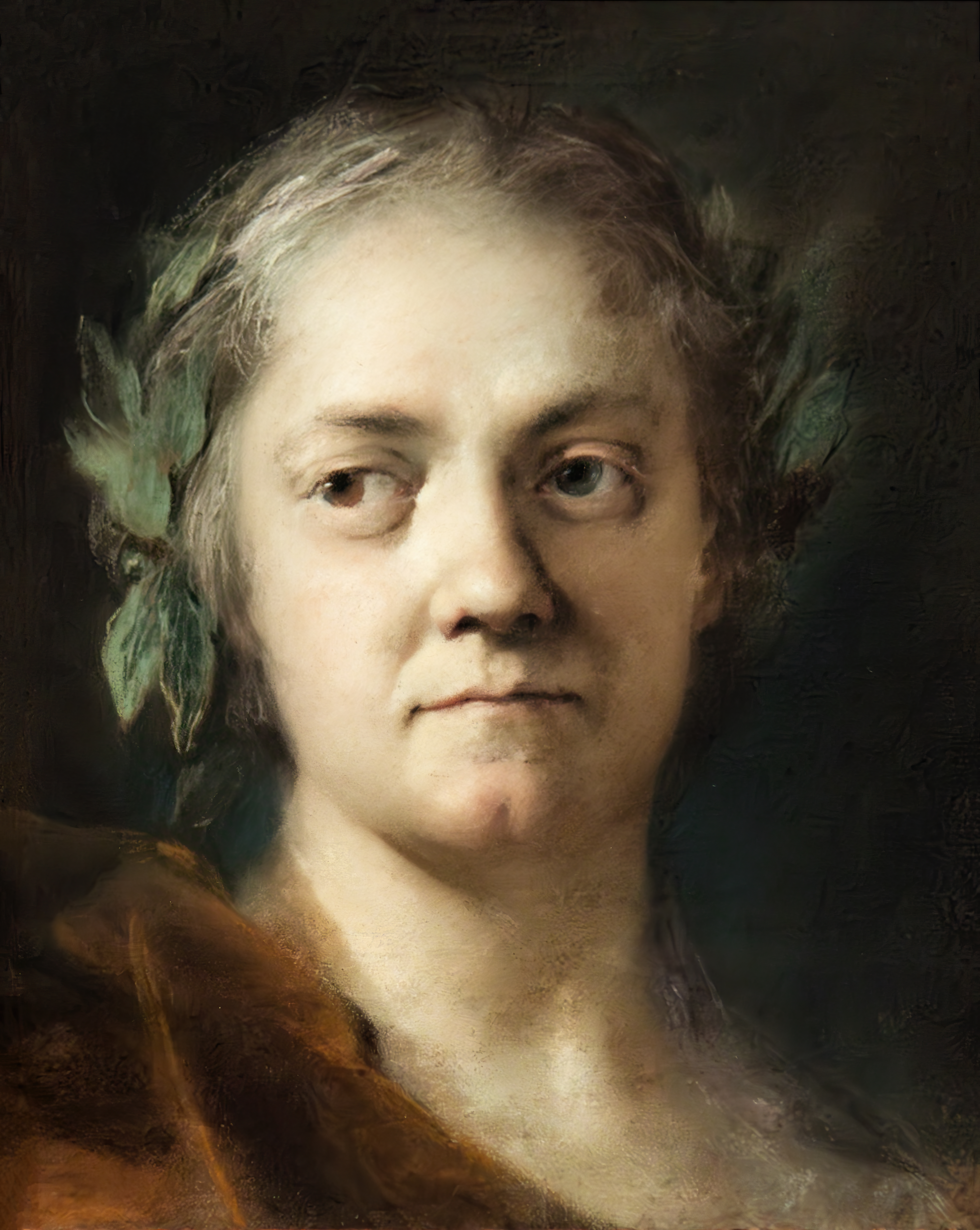
Розальба Кар'єра. «Автопортрет», бл. 1746 р.